# Niezależny Samorządny Związek Zawodowy „Solidarność”

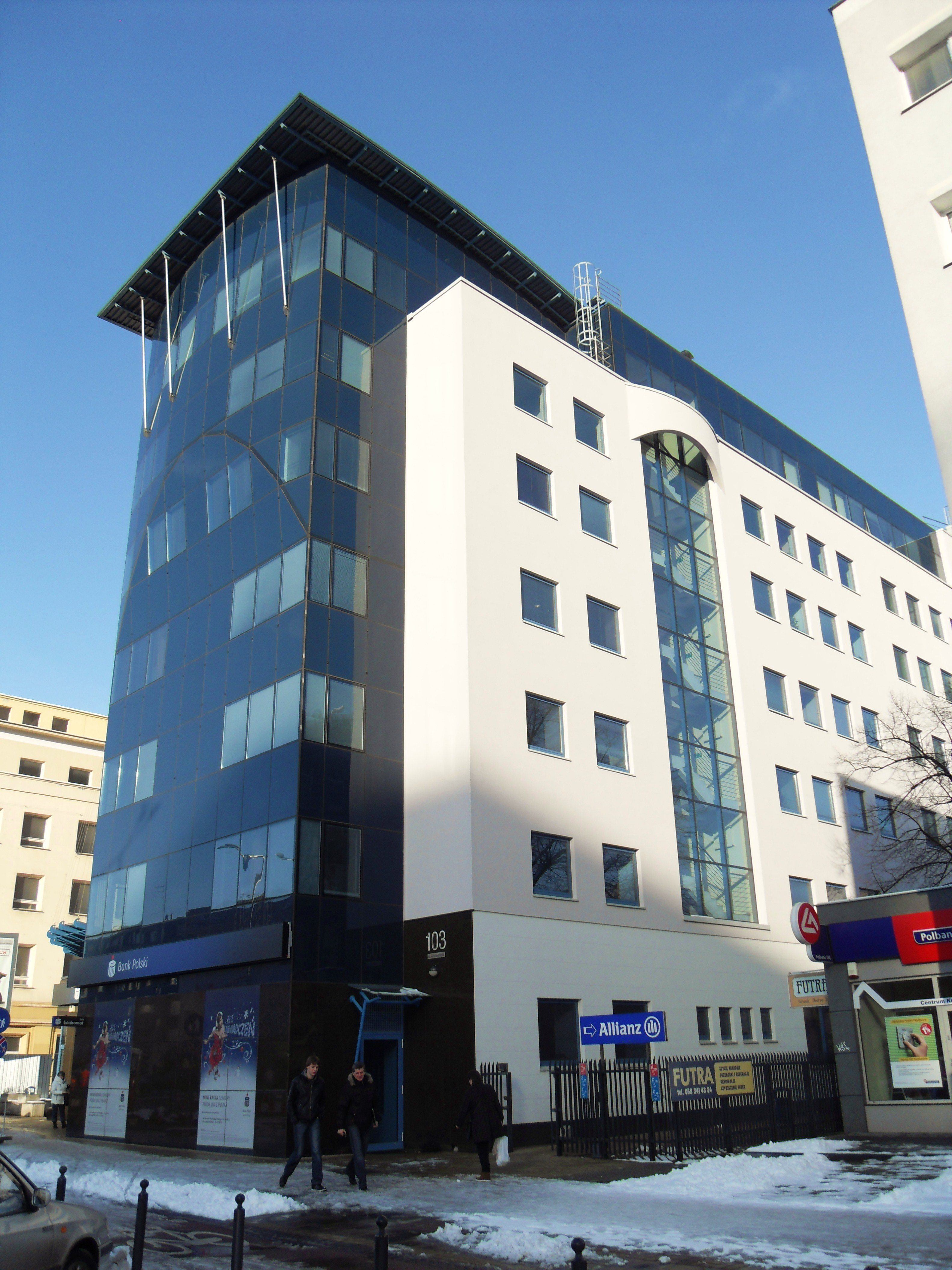
Pierwsza siedziba Komisji Krajowej NSZZ Solidarność w Gdańsku w al. Grunwaldzkiej 103 (1980-1981), zdjęcie z 2012

Niezależny Samorządny Związek Zawodowy „Solidarność” (NSZZ Solidarność) – ogólnopolski związek zawodowy powstały w 1980 dla obrony praw pracowniczych, do 1989 również jeden z głównych ośrodków opozycji przeciw rządowi Polskiej Rzeczypospolitej Ludowej i komunizmowi. Początkowo duże wpływy polityczne organizacji w III Rzeczypospolitej (np. Akcja Wyborcza Solidarność w latach 1997–2001) uległy następnie znacznemu osłabieniu, bądź podzieleniu na różne partie.
„Solidarność” powstała na bazie licznych komitetów strajkowych (w tym Międzyzakładowego Komitetu Strajkowego w Gdańsku), które z czasem przekształciły się w komisje założycielskie Niezależnego Samorządnego Związku Zawodowego „Solidarność”. NSZZ „Solidarność” został zarejestrowany 10 listopada 1980 przez Sąd Wojewódzki w Warszawie.
Od 2006 jest członkiem Międzynarodowej Konfederacji Związków Zawodowych.
Od 2014 jej patronem jest błogosławiony ksiądz Jerzy Popiełuszko (dekret Kongregacji Kultu Bożego i Dyscypliny Sakramentów z 25 sierpnia 2014).

## „Solidarność” w latach 1980–1989

### Geneza
Społeczeństwo polskie w większości nie zaakceptowało podporządkowania państwa polskiego Związkowi Radzieckiemu po wkroczeniu Armii Czerwonej na tereny Lubelszczyzny. Świadomość zbrodni stalinizmu, represje wobec żołnierzy podziemia niepodległościowego, wszechobecność aparatu ucisku politycznego stosowanego przez Urząd Bezpieczeństwa nie skłaniały Polaków do uznania narzuconych siłą władz. Terroru nie łagodziły takie decyzje rządu i Polskiej Partii Robotniczej (pod koniec 1948 roku wraz z Polską Partią Socjalistyczną utworzyła Polska Zjednoczoną Partię Robotniczą) jak:
- zachowanie „Mazurka Dąbrowskiego” jako hymnu państwowego[a],
- reforma rolna z 1944 roku,
- dopuszczenie do współrządzenia partii PSL i SD,
- celowo opóźniana w stosunku do innych krajów podporządkowanych ZSRR kolektywizacja,
- pozostawienie pewnej swobody działania Kościołowi katolickiemu.

Po śmierci Józefa Stalina w marcu 1953 roku zaczęła następować – najpierw w ZSRR, potem także w krajach satelickich tego państwa – powolna „odwilż”. Od roku 1955 zaczęto zwalniać z więzień pierwszych niesłusznie skazanych, z dawnych polskich terenów na wschodzie przyjeżdżali ostatni przymusowi wysiedleńcy i zwolnieni z obozów w ZSRR żołnierze Armii Krajowej. Niezadowolenie w społeczeństwie jednak wywoływały:
- represje wobec Kościoła katolickiego,
- na wsi obowiązkowe dostawy i kolektywizacja,
- wśród robotników, nazywanych przez PZPR do celów propagandowych „przewodnią siłą narodu”, niskie płace i złe warunki socjalne,
- niszczenie przez aparat administracyjny obywatelskiej przedsiębiorczości, określanej jako „prywatna inicjatywa”,
- poddawanie inwigilacji i zastraszaniu tzw. „inteligencji pracującej”.

#### Protesty robotników
Do pierwszego poważnego robotniczego protestu doszło w czerwcu 1956 roku w Poznaniu, gdzie wysuwano postulaty socjalne, ale również polityczne. Pośrednim skutkiem krwawo stłumionych zamieszek był „Polski październik 1956 roku”, kiedy to nastąpiła zmiana ekipy rządzącej, a I sekretarzem PZPR został, przyjmowany z nadzieją, Władysław Gomułka. Zwolniono z więzień i rehabilitowano większość więźniów politycznych, zlikwidowano Ministerstwo Bezpieczeństwa Publicznego, potępiono kult jednostki w ZSRR, na kilka miesięcy zezwolono na nieskrępowany rozwój prasy.
Z biegiem lat rządy gomułkowskie ulegały coraz głębszemu uwstecznieniu. Kulejącą gospodarkę osłabiały dodatkowo wymuszone dostawy surowców, głównie węgla, i produktów (np. statków) do ZSRR, a także wielkie nakłady państwa na zbrojenia i utrzymanie rosnącego w siłę aparatu bezpieczeństwa: Milicji Obywatelskiej, Służby Bezpieczeństwa, Ochotniczej Rezerwy Milicji Obywatelskiej. Od połowy lat 60. XX wieku Polska była zobligowana do wykonywania „sojuszniczych zobowiązań” wobec Kuby i Wietnamu Północnego. W 1968 roku Ludowe Wojsko Polskie zostało zmuszone do wzięcia udziału w interwencji w Czechosłowacji (tzw. operacji Dunaj).
W marcu tego samego roku doszło do sprowokowanych strajków studenckich, co władze wykorzystały do zakrojonej na szeroką skalę akcji antysemickiej, w wyniku której zmuszono do opuszczenia Polski wiele tysięcy obywateli narodowości żydowskiej.
W dwa lata później, w grudniu 1970 roku, po ogłoszeniu drastycznych podwyżek cen artykułów pierwszej potrzeby, przez „Wybrzeże” przetoczyła się fala strajków i manifestacji, krwawo stłumionych przez wojsko i milicję. Skutkiem tej akcji było obalenie Gomułki. Jego miejsce zajął działacz partyjny z Zagłębia Dąbrowskiego Edward Gierek, który postawił na rozwój gospodarczy, zaciągając ogromne pożyczki w Europie Zachodniej. Chociaż w pierwszych latach jego rządów kraj rozwijał się dynamicznie, to polityka gospodarcza Gierka zaczęła załamywać się po 1975 roku. Przyczyną tego była niesprawność komunistycznej gospodarki powodująca wzrost zadłużenia zagranicznego. W czerwcu 1976 roku w Radomiu i Ursusie doszło do pierwszych strajków, na które władze zareagowały represjami. Do obrony robotników powołany został Komitet Obrony Robotników (KOR).

### Wsparcie Stanów Zjednoczonych
W myśl tzw. „doktryny Reagana”, „Solidarność” była wspierana przez CIA. Łącznikiem był Ryszard Kukliński, na bieżąco informujący Amerykanów na temat tego, co działo się w kraju. Od 1980 roku, CIA przekazywała rocznie 2 miliony dolarów na rzecz działalności związku zawodowego „Solidarność”. Henry Hyde, amerykański polityk zasiadający w Komisji do Spraw Wywiadu, stwierdził, iż Stany Zjednoczone aktywnie wspierały polski związek zawodowy „zaopatrzeniem, pomocą techniczną, prasą, ulotkami, emisją programów radiowych, innymi formami propagandy, pieniędzmi, wsparciem organizacyjnym, a także aktywnym doradztwem.”

### Pierwsze strajki
W 1980 roku sytuacja gospodarcza pogorszyła się jeszcze bardziej. W czasach Polskiej Rzeczypospolitej Ludowej ceny większości towarów były ustalane centralnie przez rząd. O tym, ile miały kosztować towary w każdym państwowym sklepie na terenie całego kraju, decydowali urzędnicy w Warszawie. Sprzedaż mięsa i wędlin przez osoby prywatne była zabroniona. Decyzje dotyczące cen podstawowych artykułów – przede wszystkim spożywczych – wymagały decyzji Biura Politycznego KC PZPR. 1 lipca 1980 roku władze partii podjęły decyzję o podwyższeniu cen mięsa i wędlin.
Już tego samego dnia, 1 lipca 1980 roku, wybuchły strajki w WSK „PZL-Mielec”, w Zakładach Mechanicznych „Ursus” w Warszawie i w kilku innych przedsiębiorstwach w kraju. Wielką falę strajków rozpoczął 8 lipca protest w WSK PZL-Świdnik w Świdniku, określany mianem Świdnickiego Lipca, zakończony pierwszym w tamtym czasie pisemnym porozumieniem. Strajk w Świdniku dał impuls strajkom na Lubelszczyźnie, które trwały do 25 lipca.
We wrześniu 1980 roku w ZPB „Frotex” w Prudniku doszło do największej akcji protestacyjnej w województwie opolskim. W dniu 6 września strajkowało około 1500 osób. Przewodniczącym komitetu strajkowego został najpierw Stanisław Szut, pracownik magazynowy, a następnie Włodzimierz Pucek, robotnik na Wydziale Tkalni. Strajkujący domagali się podniesienia płac w granicach 800 zł, poprawienia sytuacji zaopatrzeniowej, dokonania zmian kadrowych w kierownictwie zakładu oraz zagwarantowania bezpieczeństwa uczestnikom akcji strajkowej. Postulowano także odwołanie dotychczasowego dyrektora naczelnego ZPB „Frotex”, Bolesława Pohla, oraz dwóch jego zastępców, Macieja Dudkiewicza i Henryka Wyrwisza. Strajkowali również pracownicy filii na Podlesiu należącej do „Frotexu”. Akcję strajkową we „Frotexie” zakończyło porozumienie zawarte 10 września.

### Stocznia Gdańska
Kolejny protest rozpoczął się 14 sierpnia strajkiem w Stoczni Gdańskiej zorganizowanym przez Wolne Związki Zawodowe Wybrzeża. Przywódcą strajku został młody robotnik Piotr Maliszewski. Po raz pierwszy wśród postulatów pojawiły się żądania polityczne. Około godziny 11.00 tego dnia do stoczni przedostał się Lech Wałęsa, jeden ze zwolnionych z pracy robotników stoczniowych. Komitet strajkowy zażądał przywrócenia do pracy Anny Walentynowicz i Lecha Wałęsy, wzniesienia pomnika ofiar Grudnia 1970 roku, uszanowania praw pracowniczych oraz przedstawił żądania socjalne.
Dwa dni później w stoczni pojawiła się delegacja innych strajkujących zakładów z Bogdanem Lisem i Andrzejem Gwiazdą. Powołano Międzyzakładowy Komitet Strajkowy (MKS) z Lechem Wałęsą na czele. 17 sierpnia przed bramą nr 2 stoczni ksiądz Henryk Jankowski odprawił mszę. Na tej samej bramie zawieszono tablicę zawierającą 21 postulatów Międzyzakładowego Komitetu Strajkowego. Następnego dnia w sali BHP pojawili się eksperci wywodzący się ze środowisk katolickich i KOR-u, którzy mieli doradzać robotnikom podczas rokowań z władzami. Przewodniczącym Komisji Ekspertów MKS został Tadeusz Mazowiecki, a w jej pracach udział wziął Bronisław Geremek.
Wśród protestujących robotników popularna stała się pieśń „Mury” śpiewana przez Jacka Kaczmarskiego.

### 21 postulatów

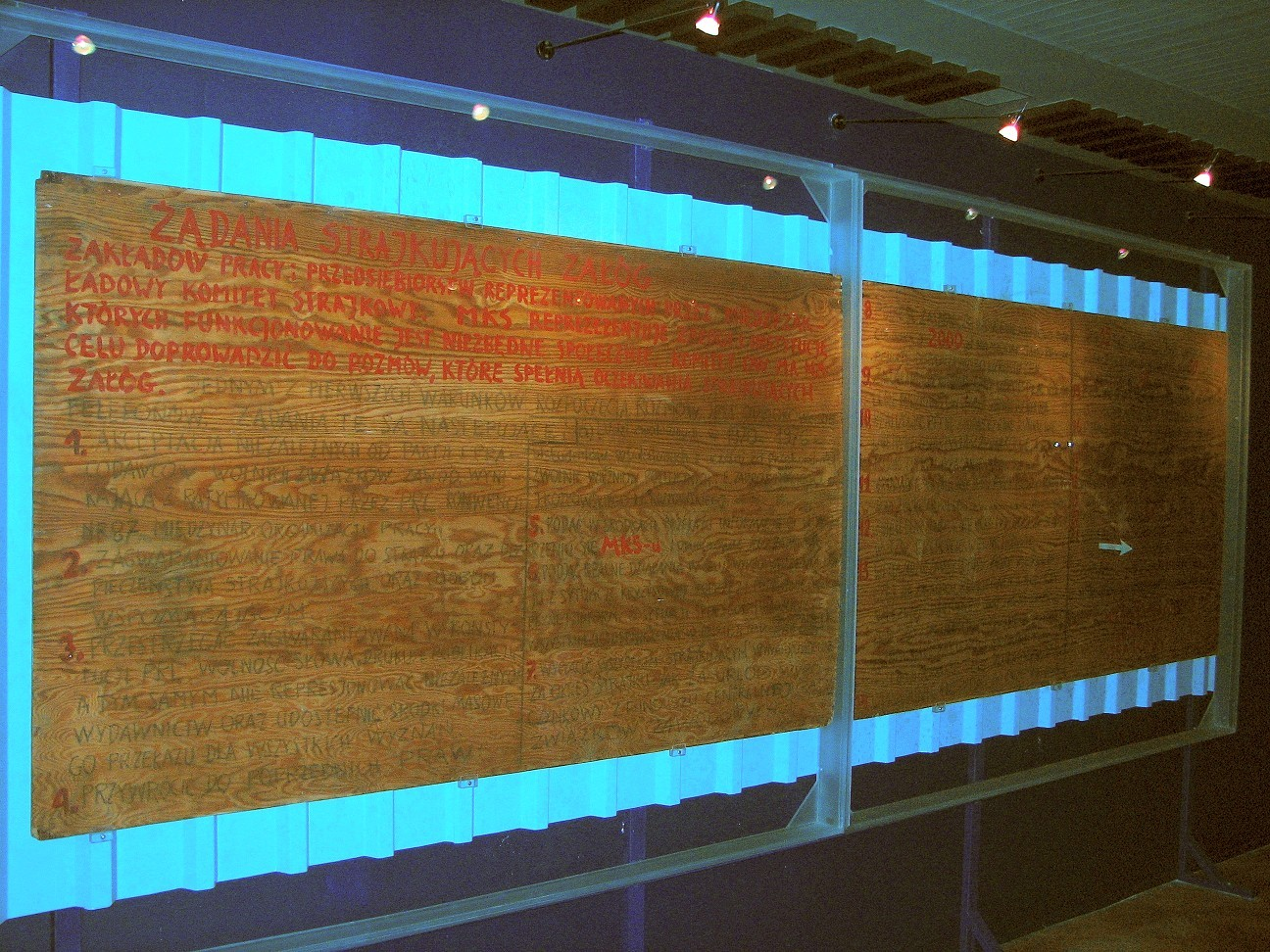
Oryginalna tablica z tekstem 21 postulatów

Postulaty robotników były dla władz trudne do zaakceptowania, bo nie dotyczyły wyłącznie kwestii ekonomicznych. Jako pierwsze żądanie strajkujący postawili zapewnienie im prawa do utworzenia własnej reprezentacji. Robotnicy chcieli samodzielnie organizować się w wolne związki zawodowe, które mogłyby przemawiać do „rządu robotniczo-chłopskiego” w imieniu „ludu pracującego miast i wsi”. W ten sposób podawali w wątpliwość wiarygodność PZPR jako partii, która rzekomo miała sprawować rządy w imieniu klasy robotniczej.
Kolejne postulaty również miały charakter polityczny. Robotnicy domagali się przestrzegania zawartego w konstytucji PRL prawa do wolności słowa oraz dostępu do kontrolowanych przez partię mediów. Strajkujący żądali też zaprzestania represji wobec osób prześladowanych za przekonania.
Strajkujący przedstawili również szereg żądań ekonomicznych i socjalnych. Domagali się przeprowadzenia zmian w gospodarce, aby kraj mógł wyjść z kryzysu. Postulowali zwiększenie wsparcia dla osób wychowujących dzieci. Za ważne uznali też skrócenie wieku emerytalnego i reformę służby zdrowia. W ostatnim postulacie domagali się wolnych sobót.
Postulaty robotników wydawały się partii radykalne, ale nie dążące do obalenia panującego ustroju. Ówczesna sytuacja geopolityczna nie pozwalała na żadne radykalne zmiany. Zgodnie z „doktryną Breżniewa”, żaden kraj należący do Układu Warszawskiego nie mógł zawrócić z drogi do komunizmu. Rządy osadzone przez ZSRR w krajach obozu socjalistycznego mogły w razie czego liczyć na „bratnią pomoc” państw sąsiednich.
Obawa przed obcą inwazją nie powstrzymała jednak strajkujących, którzy wzywali do stworzenia „socjalizmu z ludzką twarzą”. Twierdzili, iż wierzą, że państwo można zreformować, aby polepszyć los zwykłego człowieka.

### Porozumienia sierpniowe

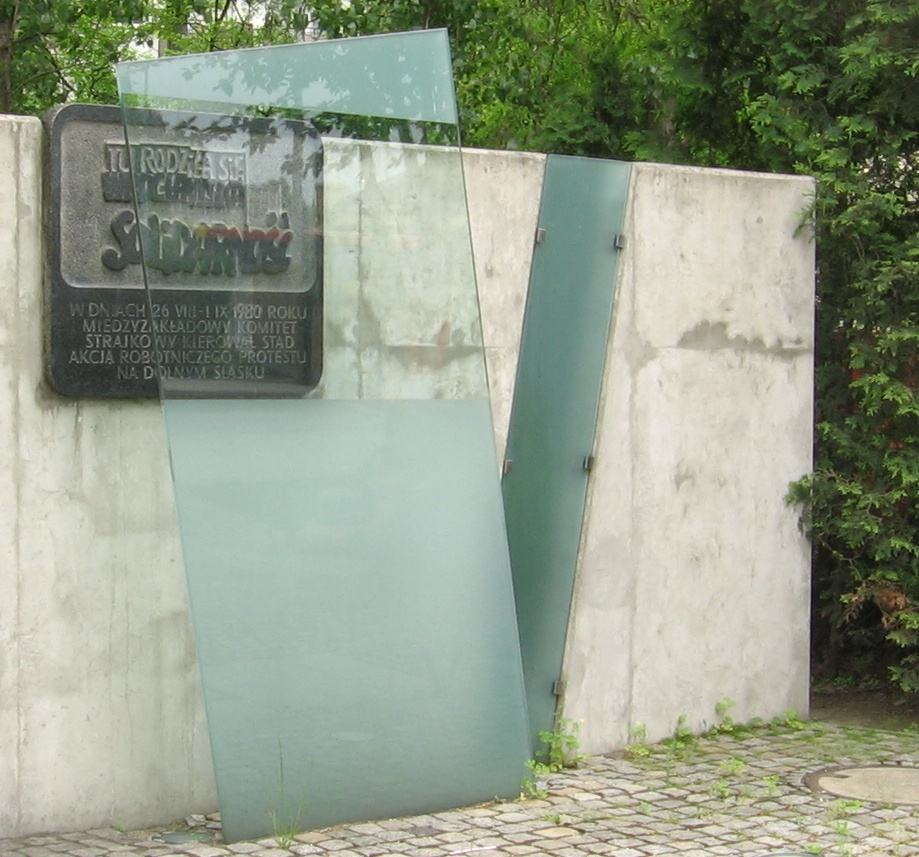
Tablica pamiątkowa przy bramie wrocławskiej zajezdni autobusowej, w której powstała „Solidarność” dolnośląska

W połowie sierpnia w kontrolowanej przez partię prasie pojawiły się wzmianki o „przerwach w pracy w Gdańsku”. Cenzura zabraniała używania słowa „strajk” w oficjalnych przekazach, ale społeczeństwo orientowało się w sytuacji. Nawet po przerwaniu połączeń telefonicznych z Wybrzeżem Polacy byli na bieżąco informowani przez nadające z Monachium Radio Wolna Europa, które przekazywało im wiarygodne wiadomości z kraju. Rolę łączników spełniali ponadto kolejarze, pocztowcy i transportowcy. W rezultacie już 18 sierpnia w Stoczni Szczecińskiej wybuchł strajk, na którego czele stanął Marian Jurczyk. Do 21 sierpnia strajki rozlały się na cały kraj. Stanęła większość zakładów pracy w Gdańsku, Szczecinie i innych miastach Wybrzeża. Wydobycie wstrzymał szereg kopalni na Górnym Śląsku. Gdański MKS reprezentował pod koniec sierpnia ponad 600 przedsiębiorstw z całego kraju, zaś jastrzębski MKS 56.
Protesty robotników w czerwcu 1956 i w grudniu 1970 władze stłumiły siłą. Tym razem było inaczej. Zasięg protestów z sierpnia 1980 roku był tak wielki, że partia została zmuszona do negocjacji. 21 sierpnia do Gdańska przybyła Komisja Rządowa z Mieczysławem Jagielskim, a do Szczecina z Kazimierzem Barcikowskim. 30 i 31 sierpnia oraz 3 i 11 września przedstawiciele komitetów strajkowych oraz rządzącej partii podpisali Porozumienia sierpniowe.
Na ich mocy 17 września w Gdańsku przedstawiciele robotników z całej Polski powołali do życia ogólnopolski Niezależny Samorządny Związek Zawodowy „Solidarność”. Rezultatem podpisanych w Gdańsku, Szczecinie i Jastrzębiu porozumień było utworzenie – i w konsekwencji zarejestrowanie przez sąd – związku.
Napisy „Solidarność” i „solidarni” powtarzały się pod różnymi postaciami na murach strajkującej stoczni. 23 sierpnia ukazał się pierwszy numer „Strajkowego Biuletynu Informacyjnego 'Solidarność'”, wydawanego nakładem Wolnej Drukarni Stoczni Gdańskiej. Zainspirowało to Jerzego Janiszewskiego, studenta gdańskiej Państwowej Wyższej Szkoły Sztuk Pięknych, do stworzenia słynnego logo ruchu. Pomysł wykorzystania hasła jako nazwy związku zaproponował Karol Modzelewski.

### „Pierwsza” Solidarność

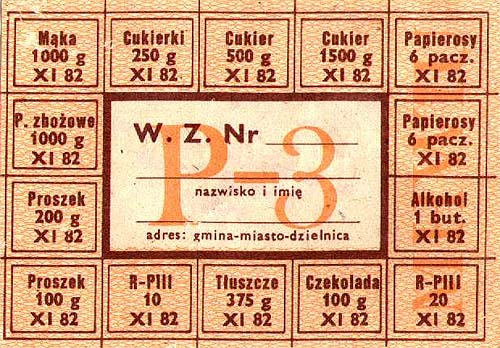
Kartka żywnościowa

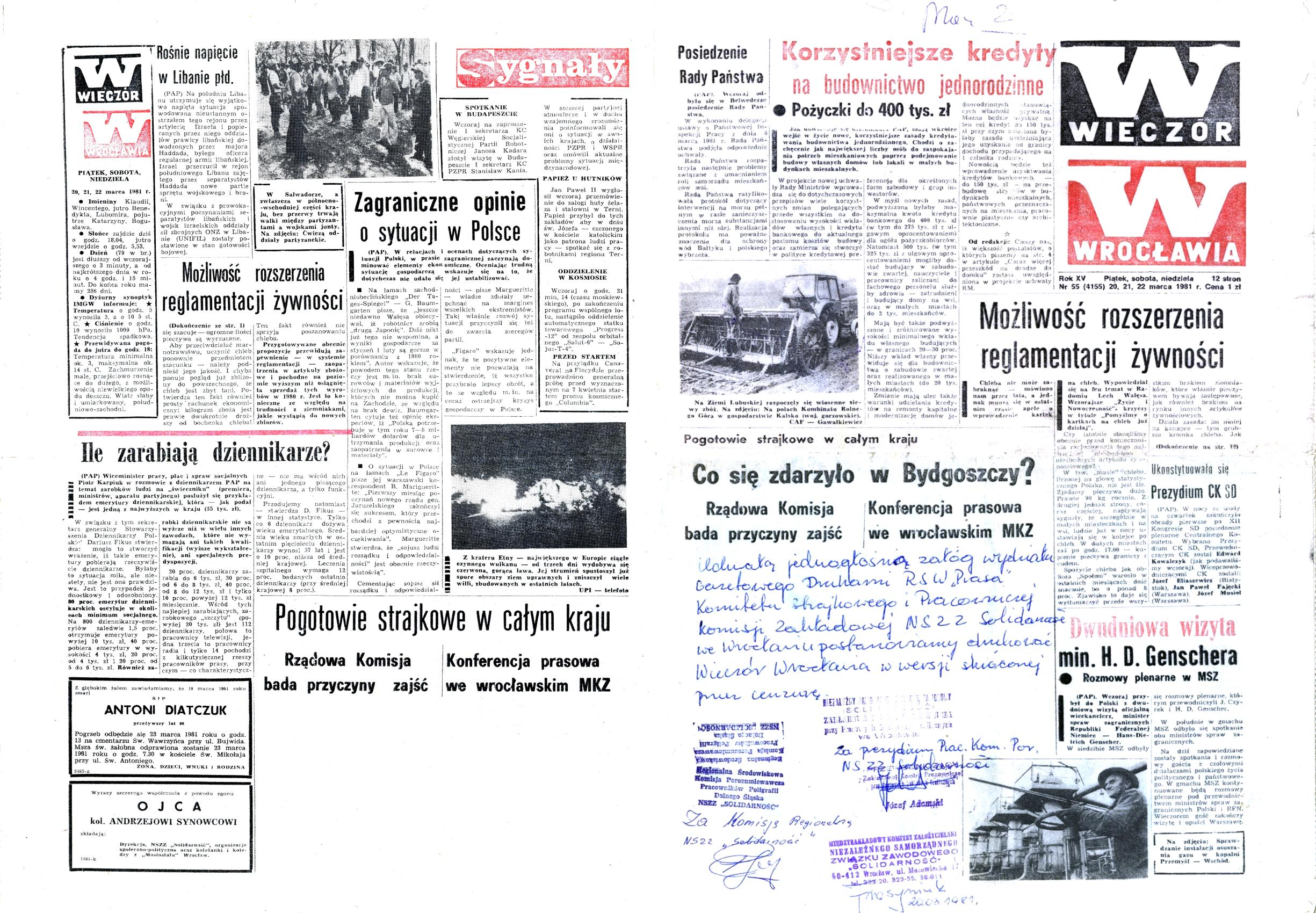
Egzemplarz dziennika „Wieczór Wrocławia” z 20–22 marca 1981 z interwencjami cenzury w tekście komentującym pobicie związkowców w Bydgoszczy 19 marca

26 sierpnia 1980 roku prymas Polski Stefan Wyszyński wygłosił homilię, w której wyłożył stanowisko Kościoła w stosunku do rodzącego się niezależnego ruchu związkowego (która stanowiła rozczarowanie dla strajkujących). Homilia wzywała do umiarkowania: „Żądania mogą być słuszne i na ogół są słuszne, ale nigdy nie jest tak, aby mogły być spełnione od razu, dziś ich wykonanie musi być rozłożone na raty.” Tego samego dnia ukazał się komunikat Rady Głównej Episkopatu Polski o treści: „Osiągnięte porozumienia poparte odpowiednimi gwarancjami, powinny zakończyć strajki, aby normalne funkcjonowanie gospodarki narodowej i życia społecznego w pokoju stało się możliwe.” W tym czasie prymas uważał, że strajk trzeba zakończyć i przystąpić do negocjacji z władzami. Precyzyjnie wyraził to w swoim dzienniku: “Jestem zdania, że strajk trzeba kończyć, nie dlatego, że rosną koszta gospodarcze, tylko dlatego że “lepsze jest wrogiem dobrego”. – Na razie Partia przegrała w oczach robotników i Narodu. Ale czy już trzeba ją dobijać? Trzeba ją skłonić, by zrobiła wszystko co możliwe, jako dalszy punkt wyjścia, do dalszego naprawiania błędów Partii. Ale trzeba pamiętać, że są i błędy społeczeństwa, które Partii ułatwiały błądzenie”.
„Solidarność” działała na zasadzie terytorialnej, a nie jak wszystkie „klasyczne” związki zawodowe na zasadzie branżowej. „Przy takiej organizacji było rzeczą jasną, że specyficzne interesy zawodowe zostaną podporządkowane celowi nadrzędnemu i że celem tym może być tylko stworzenie taranu do walki politycznej (...) Była to rezygnacja z idei trady unionów, to jest z obrony specyficznych interesów grup zawodowych” – stwierdzał historyk Andrzej Walicki.
W czasie wizyty delegacji robotników 7 września 1980 r. prymas Wyszyński wskazywał, na czym powinni się skoncentrować w swojej aktywności społecznej związkowcy z “Solidarności”. Kardynał przestrzegał przed nadmiernym skupieniem się na rozgrywkach personalnych, wysuwaniem kolejnych żądań pod adresem władz i sugerował zwrócenie uwagi na odnowę społeczną i działania o charakterze organizacyjnym w kolejnych miesiącach. Prymas radził działaczom związkowym, żeby kierowali się zasadami katolickiej nauki społecznej i zadbali o samokształcenie.
Równocześnie Episkopat działał w przekonaniu, iż nie powinien się angażować w rozwiązywanie szczegółowych kwestii związanych z bieżącą działalnością Solidarności, oraz winien zachować dystans wobec związku. Prymas jednoznacznie zdefiniował stosunek kościoła do Solidarności w jednym z wpisów w swoim dzienniku: “Popierając Solidarność należy bronić się przed rozszerzeniem zadań społeczno-gospodarczych na tereny polityczne”. Kardynał Wyszyński, a za nim inni biskupi traktowali przemiany zapoczątkowane przez protestujących robotników jako element walki o odrodzenie moralne społeczeństwa. W przekonaniu przywódcy polskiego kościoła należało unikać demagogii, zachować spokój i rozwagę w formułowaniu żądań. Jak oceniał prymas, Lech Wałęsa nie jest w stanie tego zrobić i nie docenia wysiłku organizacyjnego: “Ruch stworzyć może, organizacji stworzyć nie umie, pomimo żeśmy się starali, żeby miał odpowiednich współpracowników i pomocników.”.
16 grudnia 1980 odsłonięty został Pomnik Poległych Stoczniowców. Mimo kilkukrotnie ponawianych zaproszeń na uroczystość poświęcenia pomnika, nie zdecydował się wziąć w niej udziału Prymas Wyszyński. Uważał iż nie może być tylko „prymasem stoczniowców”.
15 stycznia 1981 delegacja „Solidarności” z Lechem Wałęsą spotkała się w Rzymie z papieżem Janem Pawłem II.
Jednym z 21 postulatów było wprowadzenie kartek na mięso, które faktycznie wprowadzono 28 lutego 1981 r. Na skutek stale narastających trudności gospodarczych system kartkowy rozszerzono 30 kwietnia, obejmując nim oprócz mięsa także wszelkie przetwory mięsne, masło, mąkę, ryż i kaszę. 1 września system kartowy objął też mydło, proszek do prania i papier toaletowy.
Podczas sesji Wojewódzkiej Rady Narodowej w Bydgoszczy 19 marca trzej związkowcy z Solidarności (Jan Rulewski, Mariusz Łabentowicz i Michał Bartoszcze) zostali dotkliwie pobici przez funkcjonariuszy ZOMO. Radykałowie w związku żądali od Lecha Wałęsy ogłoszenia w kraju strajku generalnego. Wałęsa na posiedzeniu Krajowej Komisji Porozumiewawczej „Solidarności” przeciwstawił się dominującej w związku tendencji do konfrontacji z władzą i z naruszeniem statutu związku, samodzielnie, zadecydował o jedynie ostrzegawczym charakterze strajku. Takie stanowisko wywołało konflikt w łonie kierownictwa „Solidarności”: Karol Modzelewski i Jacek Kuroń parli do natychmiastowego strajku generalnego, który groził natychmiastową interwencją radziecką, a Bronisław Geremek i Tadeusz Mazowiecki dążyli do kompromisu. Sytuację konfliktu z władzą próbował łagodzić Prymas Wyszyński, który na spotkaniu z przywódcami związku mówił: „(...) najpilniejsza sprawa jest ta, abyście panowie, chcąc wiele, nie stracili tego co macie dziś. (...) To nie jest oczywiście największa cnota: męstwo. Największą cnotą jest miłość, a także roztropność i rozwaga. (...) Wstrzymujemy się od środków tak kosztownych, jakim może być strajk generalny, który tak łatwo jest zacząć, ale skończyć bardzo trudno. „27 marca zorganizowano strajk ostrzegawczy – na cztery godziny stanęła prawie cała Polska. Władze zapewniły, że odszukają winnych pobicia i protest został zawieszony. Rola kościoła w sposobie rozwiązania kryzysu bydgoskiego była niezwykle istotna. Wynikała ona z przekonania żywionego przez Prymasa Wyszyńskiego, że dalszy wzrost napięcia społecznego może skończyć się w nieprzewidywalny sposób. Zagrożenie interwencją radziecką traktowano w tym czasie jako niezwykle realne. Tego typu stanowisko Kościoła było najbardziej na rękę władzom PRL, które w ten sposób znacznie wzmocniły swoją pozycję zarówno wobec Moskwy, jak i w stosunku do Solidarności. Taki, a nie inny sposób zakończenia kryzysu spowodował, iż niezależny ruch społeczny wytracił impet, doprowadził do demobilizacji społecznej. Część liderów Solidarności czuła rozgoryczenie postawą Kościoła, który w ich przekonaniu zachowywał się w wyrachowany sposób.
Po kryzysie bydgoskim, nowy rzecznik związku (z funkcji rzecznika prasowego związku zrezygnował w geście protestu przeciwko decyzjom Wałęsy Karol Modzelewski) Andrzej Cywiński zaproponował Wałęsie, aby ten doprowadził do podziału związku i usunięcia z niego radykałów. Wałęsa odrzucił taką koncepcję.”
W dniach 5–10 września oraz 26 września – 7 października odbył się I Krajowy Zjazd Delegatów NSZZ „Solidarność”. Na przewodniczącego wybrano Lecha Wałęsę (otrzymał on 55% głosów delegatów; Jurczyk – 24%, Gwiazda – 9%, Rulewski – 6%). Zjazd 8 września wydał Posłanie do ludzi pracy Europy Wschodniej, w którym wezwał związkowców krajów bloku socjalistycznego do wspólnej walki o wolność zrzeszania się. Końcowym efektem zjazdu było opracowanie Programu NSZZ „Solidarność” pt. „Samorządna Rzeczpospolita”.
Po zjeździe z władz związku (Prezydium Komisji Krajowej) konsekwentnie usuwani byli wszyscy działacze związani z KOR. W „Solidarności” coraz częściej dochodziło do wewnętrznych konfliktów.

Przez wszystkie lata walki, jakie wypełniają moje życie – nigdy nie złamałem się wobec wroga. (...) Nie wytrzymuję dziś atmosfery nienawiści i podstępu, nie wytrzymuję hipokryzji i faryzeizmu – jeśli zauważam je nie u wroga, a u tych, których miałem (...) za towarzyszy walki

Ruch obrastał wszystkimi negatywnymi cechami systemu: nietolerancją dla inaczej myślących, tłumieniem krytyki, prymitywizmem, szowinizmem. (...) Z nietolerancją współbrzmiał (...) szowinizm. (...) „Prawdziwi Polacy” z „Solidarności” (...) reprezentowali ideologię totalitarną, tylko w kolorze innym niż czerwony. Co dziwniejsze skrzydło to uzyskało duże wpływy wśród robotników. Natomiast środowiska tak zwane liberalne, których człon stanowiła stara opozycja, były wyciskane z „Solidarności”. Z jednej strony przez propagandę partyjną, z drugiej – przez „prawdziwych Polaków”, z trzeciej – przez hierarchię Kościoła, której znacznie bliższa była w „Solidarności” grupa totalitarna

Byłam na zebraniu przewodniczących komisji zakładowych. (...) Zebranie było smutnym widowiskiem. Mówili o nieuchronności konfrontacji i żarli się. Gwiazda oskarżał Komisję Krajową. Powiedział: „Solidarność” jest jak wiejski kundel, który obszczekuje każdy przejeżdżający samochód”. To prawda, że „Solidarność” angażuje się w każdy konflikt (...) Odniosłam wrażenie, że mówią o konfrontacji jakby miała się ona odbyć gdzieś w Afryce. Gwiazda powiedział, że Związek się rozpadł

Z czasem zaostrzała się retoryka działaczy solidarnościowych. Jan Lityński stwierdzał, że o ile „do lipca, sierpnia była jeszcze jakaś możliwość dogadania się z rządem” to potem było już wiadome, że „władza się nie zmieni, że trzeba zmienić władzę”. 3 grudnia 1981 roku na spotkaniu Komisji Koordynacyjnej z przewodniczącymi regionów „Solidarności” Lech Wałęsa stwierdził:
Dzisiaj konfrontacja jest nieunikniona i ona będzie. Tylko problem, chciałem do tej konfrontacji dojść naturalnie, wtedy, kiedy prawie wszystkie grupy społeczne będą z nami. Jednak w moich opiniach, obliczeniach pomyliłem się bo myślałem, że jeszcze wytrwamy, wtedy obalimy i te sejmy i te rady itd. (...) Okazuje się, że chyba dalej tą taktyką nie pojedziemy. (...) zmiana systemu nie może się obejść bez targania po szczękach, no nie ma mowy, tylko trzeba ją wygrać.
3 grudnia prezydium Komisji Krajowej i przewodniczący zarządów regionu na posiedzeniu w Radomiu zapowiedzieli 24-godzinny strajk protestacyjny w wypadku uchwalenia przez Sejm nadzwyczajnych pełnomocnictw dla rządu i strajk powszechny, gdyby zostały one wprowadzone w życie. Coraz wyraźniejsza stawała się zapaść komunistycznej gospodarki.
Swoistą analizę postępowania „Solidarności” tuż przed ogłoszeniem stanu wojennego daje notatka biskupa Bronisława Dąbrowskiego, opisująca stanowisko Kościoła katolickiego i prymasa Glempa, przekazana Janowi Pawłowi II podczas wizyty przedstawicieli Episkopatu w Watykanie, tuż po wprowadzeniu stanu wojennego (22–23 grudnia 1981 r.): „„Solidarność” wbrew ostrzeżeniom Kościoła eskalowała wystąpienia i dążenie do władzy. Odmówiła wejścia do Rady Porozumienia Narodowego, mimo że Wałęsa 4 listopada 81 roku zgodził się na wejście razem z Księdzem Prymasem u premiera. Po spotkaniu z premierem Komisja Krajowa zdyskwalifikowała Wałęsę i oświadczyła, że „Solidarność” nie wejdzie do Rady. (...) Zebranie Mazowsza na Politechnice 5–6 grudnia i powzięte uchwały zaalarmowały władze, szczególnie wyznaczenie manifestacji ulicznej na dzień 17 grudnia 1981 roku. Nasze rozmowy na wszystkich szczeblach „Solidarności” nie dały wyniku (...). Komisja Krajowa w Gdańsku 11–12 grudnia 81. Opinia Wałęsy – zbiorowa halucynacja, wielu uległo prowokacji. Opinia niektórych doradców o przebiegu obrad podobna.”
Również refleksje o przyczynach porażki „Solidarności” snuł w podziemiu Adam Michnik, pisząc: „„Solidarność” umiała strajkować, ale nie umiała czekać; umiała atakować frontalnie, ale nie umiała się cofać; miała idee generalne, ale nie miała programu działań etapowych. Była kolosem o stalowych nogach, lecz glinianych dłoniach; była potężna w fabrykach, ale bezsilna przy stole negocjacyjnym.”. „Solidarność” była – powiedzmy jasno – faktycznym monopolistą w życiu obywatelskim Polaków. Co zwykle marnie się kończy. Związek, tak jak i całe polskie życie obywatelskie, nie był przygotowany do życia w pluralizmie.””.
W okresie od sierpnia 1980 do grudnia 1981 „Solidarność” ze związku zawodowego przerodziła się w masowy ruch o charakterze społeczno-niepodległościowym. W szczytowym okresie do „Solidarności” należało 10 mln Polaków. Wokół związku powstał szereg organizacji satelickich, jak NSZZ Rolników Indywidualnych „Solidarność” czy Niezależne Zrzeszenie Studentów. Władze państwowe traciły kontrolę nad życiem społecznym w kraju szarpanym protestami, dzikimi strajkami i wysuwanymi wciąż nowymi postulatami.

### Stan wojenny
Władze komunistyczne od wielu miesięcy znajdowały się pod presją KPZR, domagającą się zaprowadzenia w Polsce porządku. Kierownictwo PZPR w październiku 1981 roku przejął generał Wojciech Jaruzelski, pełniący już od lutego tego roku urząd premiera.
O północy 13 grudnia 1981 wprowadzony został stan wojenny. Rano w państwowej telewizji wystąpił gen. Wojciech Jaruzelski, ogłosił wprowadzenie stanu wojennego i powołanie Wojskowej Rady Ocalenia Narodowego. „Solidarność” została zdelegalizowana. Przywódców internowano i umieszczono w strzeżonych przez SB ośrodkach odosobnienia. Oddziały ZOMO pacyfikowały próbujące strajkować zakłady pracy. MSW zezwoliło na użycie broni i wkrótce (16 grudnia) padł rozkaz strzelania do górników w kopalni „Wujek”. Zginęło 9 górników, a 21 zostało rannych. Następnego dnia ogień został otwarty podczas solidarnościowych protestów w Gdańsku. Zginęła jedna osoba, a dwie zostały ranne. Do 28 grudnia wszystkie strajki zostały rozbite.
Wprowadzenie stanu wojennego nie spotkało się z masowym sprzeciwem społecznym. Opór członków zawieszonego związku był słaby. Jacek Kuroń wspominał:
Na czym polegał mój błąd w prognozowaniu zdarzeń? nie na tym, że nie zdawałem sobie sprawy ze zmęczenia, zniechęcenia ludzi, że mogą nawet ten wojskowy rząd przyjąć pozytywnie z nadzieją. To rozumiałem. Błąd był w tym, że myślałem, że jakaś mniejszość będzie jednak walczyć.
Wspomniany Jacek Kuroń wzywał na początku 1982 roku do powstania stwierdzając, że „kierownictwo ruchu oporu musi przygotować społeczeństwo polskie do zlikwidowania okupacji w zbiorowym, zorganizowanym wystąpieniu (...). (...) wystąpienie takie może polegać na równoczesnym uderzeniu na wszystkie ośrodki władzy i informacji w całym kraju.” Polemizował z nim ukrywający się Zbigniew Bujak uznając, że takie wezwania mogą tylko zjednoczyć obóz rządowy i sprzyjają „tej części aparatu której na rękę byłaby interwencja z zewnątrz”.
Opinia publiczna i związki zawodowe na zachodzie stanęły po stronie polskich robotników. Organizowano wiece poparcia dla Polski, marsze protestacyjne, zbiórki darów dla internowanych i ich rodzin. W oświadczeniu z 10 października 1982 rząd Rzeczypospolitej Polskiej na uchodźstwie uznał rozwiązanie „Solidarności” i zakazanie jej działalności za bezprawny cios zadany polskiemu niezależnemu ruchowi robotniczemu. W Bremie powstało pierwsze zagraniczne biuro „S”, potem następne w Brukseli i innych miastach Europy. Po wprowadzeniu stanu wojennego prezydent USA Ronald Reagan nałożył na Polskę sankcje gospodarcze, które jeszcze pogorszyły sytuację niewydolnej gospodarki. W krajach bloku socjalistycznego podkreślano, że CIA wspiera podziemną aktywność „Solidarności”.

### Podziemna Solidarność

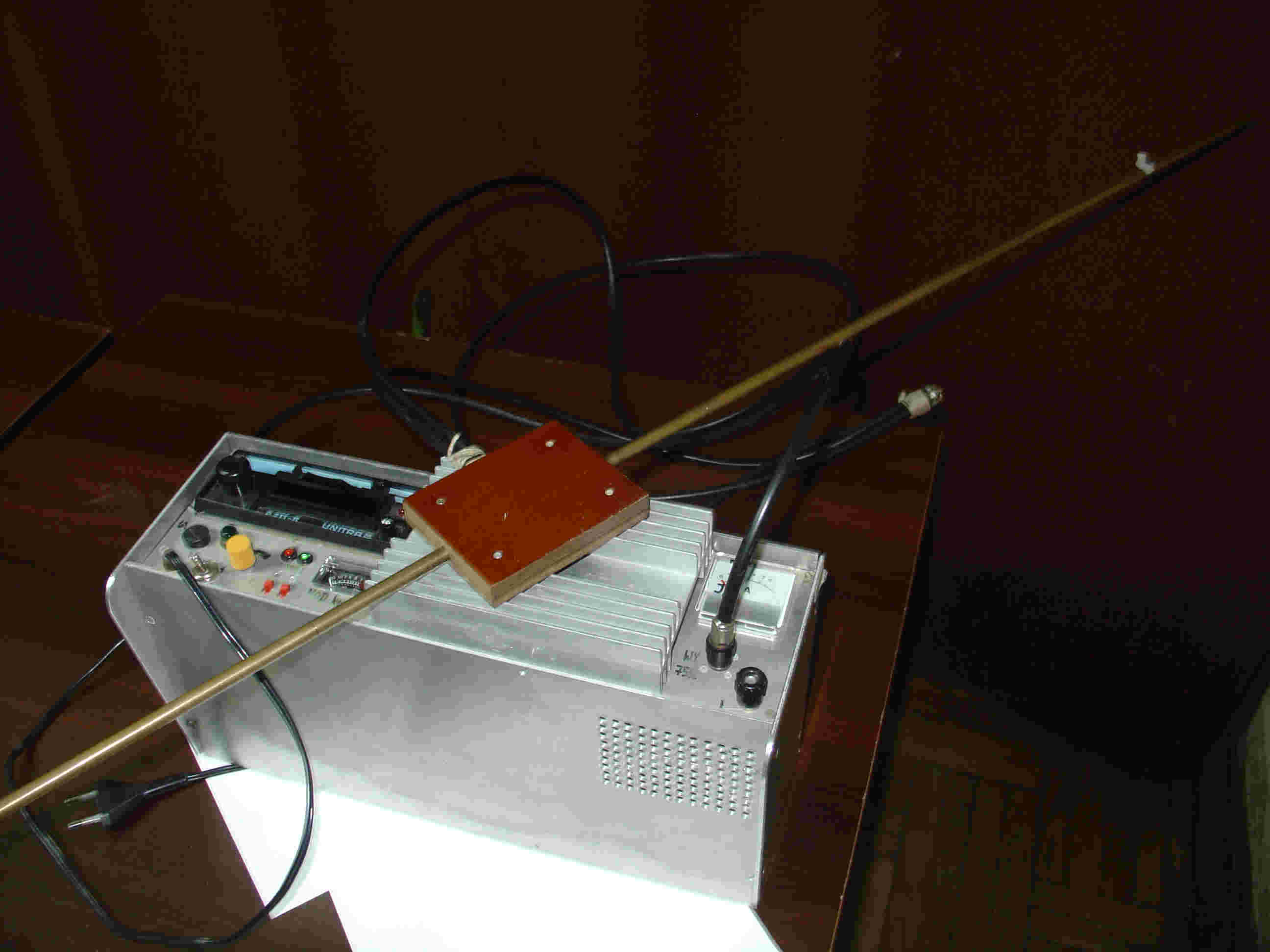
Berta – nadajnik podziemnego Radia Solidarność. Nadajnik nadający w paśmie telewizyjnym. Zagłuszał oryginalny sygnał transmitowany przez TVP (tylko fonię) zastępując go transmisją audycji Radia Solidarność

22 kwietnia 1982 Zbigniew Bujak, Bogdan Lis, Władysław Frasyniuk, Władysław Hardek powołali Tymczasową Komisję Koordynacyjną NSZZ „Solidarność”, która miała służyć podziemnemu działaniu Solidarności. Działacze byli cały czas ścigani przez SB i musieli się ukrywać.
Efektem konspiracyjnej pracy było zorganizowanie 1 maja 1982 pochodów robotniczych symbolizujących opór wobec oficjalnych uroczystości partyjnych. W Gdańsku protestowało kilkadziesiąt tysięcy osób. Podczas zakazanego przez władze PRL święta Konstytucji 3 Maja ponownie doszło do protestów. Zostały one brutalnie rozpędzone przez ZOMO.
6 maja w Gdańsku powołano Regionalną Komisję Koordynacyjną NSZZ „S” w składzie: Bogdan Borusewicz, Aleksander Hall, Stanisław Jarosz, Bogdan Lis i Marian Świtek. W czerwcu Kornel Morawiecki powołał we Wrocławiu inną podziemną organizację pod nazwą Solidarność Walcząca.
31 sierpnia doszło w całym kraju do licznych demonstracji organizowanych przez „Solidarność”. Jednak mimo ostrości protestów pokazały one, że wpływy „Solidarności” słabną. Działacz podziemny Tadeusz Dziechciowski pisał: „Wydaje się, że podziemie nie uzyskało zakładanego celu, demonstracje ograniczyły się w rezultacie do burd lokalnych prowokowanych na ogół przez milicję. (…) Teraz trzeba sobie odpowiedzieć na pytanie, dlaczego tak się stało, dlaczego nie wzięły w nich masowego udziału załogi zakładów pracy. Cokolwiek powiedzą rozgłośnie zachodnie czy podziemne biuletyny, nie zmieni to faktu, że związkowe władze muszą dokonać rzeczowej analizy dotychczasowych metod działania, jeśli nie chcą znaleźć się poza nawiasem rzeczywistości.”.
W dniach 11–13 października wybuchły kolejne strajki w Gdańsku.
Wałęsa został wypuszczony z obozu internowania 14 listopada 1982. 9 grudnia SB zorganizowała ogromną obławę na podziemie solidarnościowe. Represje dosięgły ponad 10 tys. działaczy. 27 grudnia cały majątek „Solidarności” przekazano powiązanym z PZPR związkom zawodowym OPZZ. W sylwestrową noc 1982 zawieszono stan wojenny.
W święto pracy (1 maja) 1983 zorganizowano kolejne protesty, które zostały rozbite przez oddziały ZOMO.
Podobnie jak w czasach działalności AK, symbolami podziemnej walki były malowane na murach hasła i znaki, druk potajemnie kolportowanych pism i ulotek, nadawanie (przede wszystkim w Warszawie) krótkich audycji podziemnego radia; jak podczas okupacji niemieckiej działało tajne nauczanie w postaci tzw. „latających uniwersytetów”. Jedyną legalną formą protestu stały się uroczystości religijne. Ksiądz Jerzy Popiełuszko, związany z „Solidarnością” od sierpnia 1980, odprawiał w Warszawie Msze za Ojczyznę, w których otwarcie krytykował komunistyczne władze.
22 lipca 1983 zniesiono stan wojenny. Rok wcześniej, w centrali MSW powołano Biuro Studiów SB – specjalną komórkę, której zadaniem była koordynacja działań resortu przeciwko solidarnościowej opozycji w skali ogólnopolskiej. Na mocy amnestii wielu działaczy Solidarności odzyskało wolność, ale represje nie ustawały.
W 1983 r. powstały nowe związki zawodowe, a w listopadzie 1984 powołano Ogólnopolskie Porozumienie Związków Zawodowych, którego szeregi szybko osiągnęły niemal 5 milionów członków. W tym czasie podziemna opozycja liczyła nie więcej niż 24 tys. aktywistów i sympatyków.

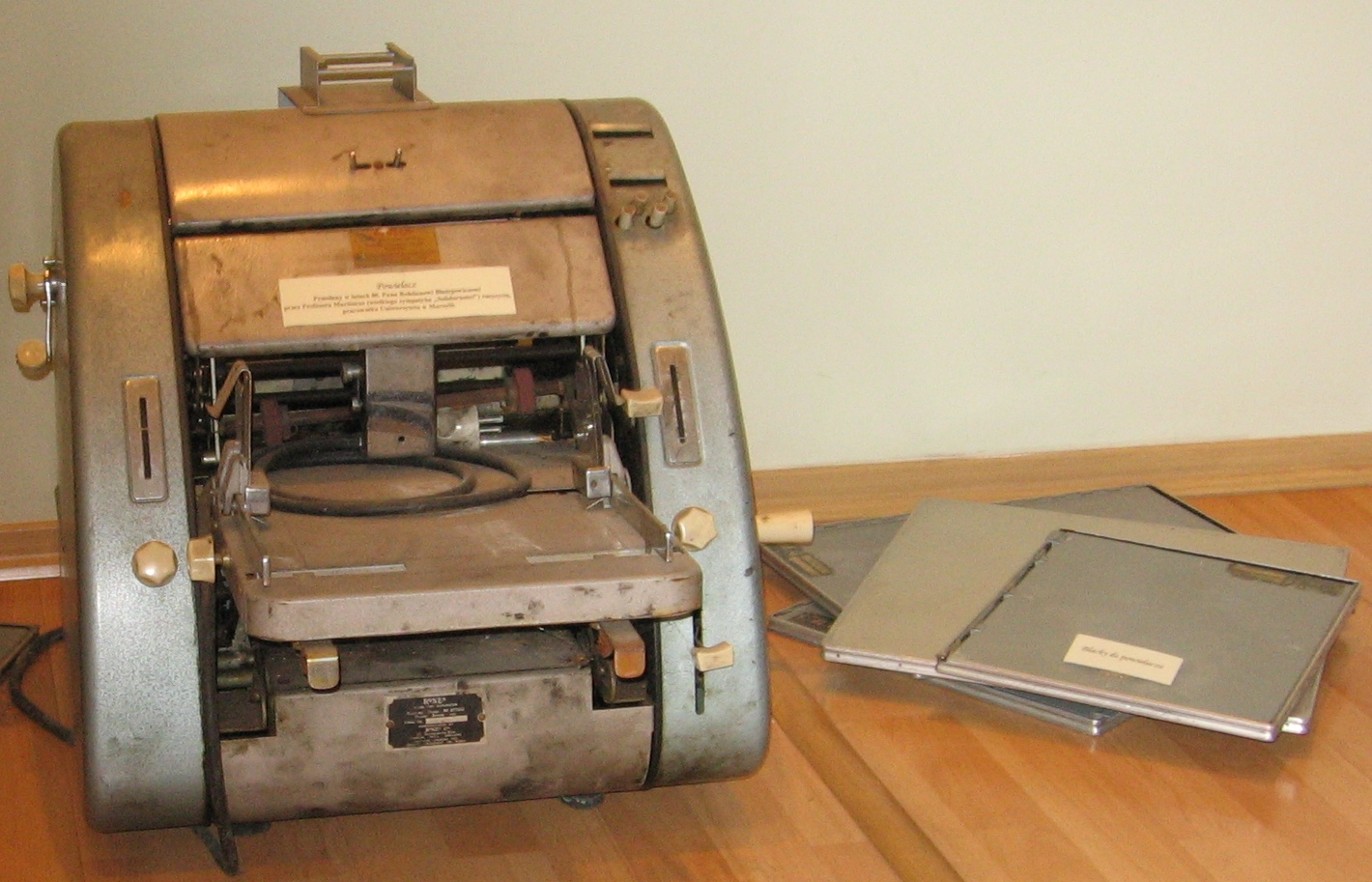
Powielacz wykorzystywany przez dolnośląską „Solidarność”

10 grudnia 1983 r. żona Lecha Wałęsy, Danuta, odebrała w Oslo Pokojową Nagrodę Nobla. Władze PRL odmówiły wydania paszportu nobliście. Później wyszło na jaw, że SB sprokurowała przeciwko Wałęsie oszczercze materiały, które przekazano komitetowi przyznającemu pokojową nagrodę, aby Wałęsa nie otrzymał nagrody.
22 lipca 1984 r. zostało zwolnionych wielu działaczy „S”, m.in. A. Gwiazda, J. Rulewski, W. Frasyniuk, A. Słowik, J. Kropiwnicki, A. Michnik i S. Jaworski.
19 października 1984 r. ksiądz Jerzy Popiełuszko został uprowadzony przez oficerów MSW, a następnie zamordowany. Do dziś nie są znane okoliczności popełnienia tej zbrodni. 3 listopada 1984 r. odbył się pogrzeb kapelana Solidarności, który stał się okazją do manifestacji patriotycznej. Tysiące ludzi uczestnicząc w nim chciało wyrazić sprzeciw wobec brutalności władz. Łamanie podstawowych praw człowieka spotkało się z szerokim protestem m.in. 28 noblistów.
13 lutego 1985 r. SB aresztowała w Gdańsku działających w podziemnej „S” W. Frasyniuka, B. Lisa i A. Michnika, a 23 maja zostali oni skazani na kilkuletnie wyroki. Proces odbył się w Gdańsku, a prowadzący go sędzia Krzysztof Zieniuk odebrał oskarżonym prawo do obrony, uniemożliwiając im kontakt z adwokatami.
9 stycznia 1986 r. w Gdańsku aresztowano działającego w ukryciu przez cztery lata Bogdana Borusewicza.
W połowie lat 80. coraz powszechniejsza stawała się świadomość błędnego kierunku obranego przez konspiracyjne struktury „Solidarności” – strategia walki z państwem wraz z koncepcją strajku generalnego wyraźnie nie dawała efektów. Społeczeństwo, w większości będąc związane z „Solidarnością”, jednocześnie nie widziało możliwości obalenia ustroju drogą demonstracji ulicznych i strajków. Podziemie, nie bacząc na coraz słabszy odzew na apele o wychodzenie na ulicę, coraz bardziej osłabiało w ten sposób zasięg własnego oddziaływania i znalazło się na krawędzi samounicestwienia. Koncepcja walki z państwem zbankrutowała, ponieważ komuniści byli zbyt silnym przeciwnikiem. Jako pierwszy zdał sobie sprawę z krachu tej koncepcji Adam Michnik w 1985 roku stawiając pytanie, czy w Polsce jest możliwe osiągnięcie kompromisu sił postulujących reformy ze skłonnymi do ugody odłamami klasy rządzącej. Odpowiedź na to pytanie była pozytywna: „Dopuszczamy mianowicie możliwość zaistnienia sytuacji w której komuniści przestaną na (...) postulat autentycznych choćby części wyborów do rad narodowych i Sejmu. (...) Wyjściem mogłoby być rozwiązanie umożliwiające społeczeństwu autentycznie wybór Sejmu, choćby 30% spośród deputowanych.” W drugiej połowie lat 80. opozycja solidarnościowa została prawie całkowicie zmarginalizowana politycznie.
17 lipca 1986 roku władze ogłosiły amnestię dla więźniów politycznych (115 osób). Zwolniono 41 skazanych, 74 tymczasowo aresztowanych, wobec 100 osób umorzono postępowanie.

### Pieriestrojka
11 marca 1985 po śmierci Czernienki władzę przejął należący do młodszego pokolenia działaczy komunistycznych Michaił Gorbaczow. Kryzys gospodarczy w ZSRR zmusił nowe władze do podjęcia reform. Gorbaczow zapoczątkował odwilż w obozie socjalistycznym. Ogłosił program przebudowy ustroju ZSRR, co poskutkowało poluzowaniem polityki wewnętrznej także w Polsce.
11 września 1986 władze ogłosiły amnestię; wypuszczono m.in. Borusewicza, Lisa i Bujaka. Wolność odzyskało 225 więźniów politycznych. 30 września Lech Wałęsa powołał pierwszą od początku stanu wojennego jawną strukturę Solidarności – Tymczasową Radę NSZZ „Solidarność” w składzie: Bogdan Borusewicz, Zbigniew Bujak, Władysław Frasyniuk, Tadeusz Jedynak, Bogdan Lis, Janusz Pałubicki i Józef Pinior. Ujawniły się lokalne struktury związku w wielu województwach i zakładach pracy. 25 października 1987 na wspólnym posiedzeniu działacze powołali Krajową Komisję Wykonawczą NSZZ „Solidarność”.
Działacze bardziej radykalnych ugrupowań opozycyjnych ciągle byli prześladowani przez SB. Zarysował się wyraźny podział na działaczy „S” skupionych wokół Wałęsy, którzy chcieli ugody z władzami, oraz innych, dążących do antykomunistycznej rewolucji.

### Strajki z roku 1988
Strajki rozpoczęły się 25 kwietnia 1988 r. w Bydgoszczy i Inowrocławiu (strajk MPK). 26 kwietnia dołączyła Huta im. Lenina w Krakowie, a 2 maja dołączyli do nich robotnicy ze Stoczni Gdańskiej. 3 maja doradca „Solidarności” Andrzej Wielowiejski spotyka się z sekretarzami KC Stanisławem Cioskiem i Józefem Czyrkiem, którzy informują go, że gen. Jaruzelski wyraził zgodę na podjęcie rozmów z Lechem Wałęsą. W nocy z 4 na 5 maja ZOMO brutalnie spacyfikowała hutników z Krakowa, co spowodowało zawieszenie strajku w Gdańsku. Strajki powodują, że „Solidarność” powraca na polityczną scenę, ale jednocześnie pokazują ze względu na niewielki zasięg, że poparcie dla „Solidarności” jest niewielkie.
W lipcu Lech Wałęsa w liście do gen. Kiszczaka proponuje rozpoczęcie rozmów.
15 sierpnia protesty wybuchły na nowo. Strajk rozpoczęli górnicy w kopalni „Manifest Lipcowy” w Jastrzębiu-Zdroju. Do 20 sierpnia strajk objął szereg kopalń, a 22 dotarł z powrotem do Stoczni Gdańskiej. Do strajku przyłączyły się pozostałe gdańskie stocznie: Północna, Remontowa, Wisła i Radunia. Władze PRL zostały ponownie zmuszone do negocjacji. 25 sierpnia Wałęsa formułuje swoje postulaty w stosunku do władz: legalizacja „Solidarności”, reforma prawa o stowarzyszeniach, swoboda zakładania klubów politycznych. Biuro Polityczne uznaje postulaty za niewygórowane i z inicjatywy gen. Jaruzelskiego władze decydują o przystąpieniu do rozmów z przedstawicielami „Solidarności” o organizacji „Okrągłego Stołu”. W państwowej telewizji 26 sierpnia wystąpił szef resortów siłowych Czesław Kiszczak i zaproponował podjęcie rozmów, a pięć dni później spotkał się z Wałęsą. Strajki zakończyły się 3 września.
W telewizji państwowej 30 listopada odbyła się debata Lech Wałęsa-Alfred Miodowicz (szef OPZZ). Wałęsa wypadł przed kamerami zdecydowanie lepiej niż jego przeciwnik.

### Okrągły Stół
18 grudnia 1988 utworzony został Komitet Obywatelski przy Lechu Wałęsie. W skład Komitetu weszli niemal wyłącznie doradcy Lecha Wałęsy z lat 1980–1981. Został on podzielony na szereg sekcji, mających przygotować stanowisko opozycji dotyczące poszczególnych obszarów rozmów. Część przedstawicieli opozycji podjęła negocjacje z władzami PRL. Wałęsa wraz z większością władz „Solidarności” poparł te rozmowy. Jednak niektóre grupy opozycyjne i część związkowców byli przeciwni pokojowej zmianie władzy. Rewolucja była ich zdaniem niezbędna, aby oczyścić Polskę z ludzi PZPR. „Solidarność” pod przywództwem Wałęsy wybrała pokojową drogę przemian. Uwzględniając najnowsze analizy historyczne należy zwrócić uwagę, że grupy opisywane jako przeciwne „pokojowej” zmianie władzy nie dążyły do zbrojnych działań, natomiast nie zgadzały się na kontraktowość okrągłego stołu. Przeciwstawność ich poglądów wynikała z wniosków biorących pod uwagę fakt, że jednym z powodów, dla których władze PRL podjęły rozmowy, jest ich słabość oraz niemożliwość dalszego sprawowania władzy wynikająca z tego faktu, oraz z ogólnie panującego kryzysu w PRL.
27 stycznia 1989 na spotkaniu Wałęsy z Kiszczakiem określony został skład zespołu, który miał wziąć udział w obradach Okrągłego Stołu. Wyłoniono 56 przedstawicieli, 20 związanych z „S”, 6 z OPZZ, 14 z PZPR, 14 „niezależnych autorytetów” oraz dwóch duchownych. 6 lutego opozycja i władze zasiadły do obrad. Trwały one do 5 kwietnia. Ustalenia obejmowały ponowną legalizację związku oraz przeprowadzenie w dniu 4 czerwca częściowo wolnych wyborów, w których „Solidarność” mogła wystawić swoich kandydatów. 17 kwietnia 1989 r. Sąd Wojewódzki w Warszawie ponownie zarejestrował NSZZ „Solidarność”.

### Wybory do sejmu kontraktowego
Ordynacja wyborcza zezwalała Solidarności na wystawienie w wyborach kandydatów tylko do 35% miejsc w Sejmie, natomiast wybory do nowo utworzonego Senatu były całkowicie wolne. Powstał Komitet Obywatelski „Solidarność”. Przy Okrągłym Stole uzgodniono, że dozwolona będzie swobodna agitacja przed wyborami (nie ustalono przy tym ciszy wyborczej – powszechnie stosowanego obecnie zakazu prowadzenia kampanii wyborczej na 24 godziny przed wyborami, toteż trwała ona nawet w dniu wyborów, i nawet tuż przy lokalach wyborczych). 8 maja 1989 wydano pierwszy numer „Gazety Wyborczej”, która miała reprezentować „Solidarność” podczas kampanii. Najlepiej zapamiętanym argumentem zachęcającym wyborców do poparcia kandydata „Solidarności” były plakaty ze wspólnym zdjęciem każdego z kandydatów z Lechem Wałęsą.
Przedwyborcze sondaże wróżyły zwycięstwo PZPR. Jednak już po pierwszej turze głosowania okazało się, że „Solidarność” zdobyła prawie wszystkie mandaty, które podlegały wolnym wyborom. Jej kandydaci zdobyli 160 mandatów poselskich (na 161 możliwych do zdobycia) i 92 senatorskie, po drugiej turze – wszystkie 161 w Sejmie i 99 na sto możliwych w Senacie. Totalna klęska PZPR oraz partii satelickich była ogromnym zaskoczeniem tak dla nich samych, jak i dla „Solidarności”.

### Gruba kreska

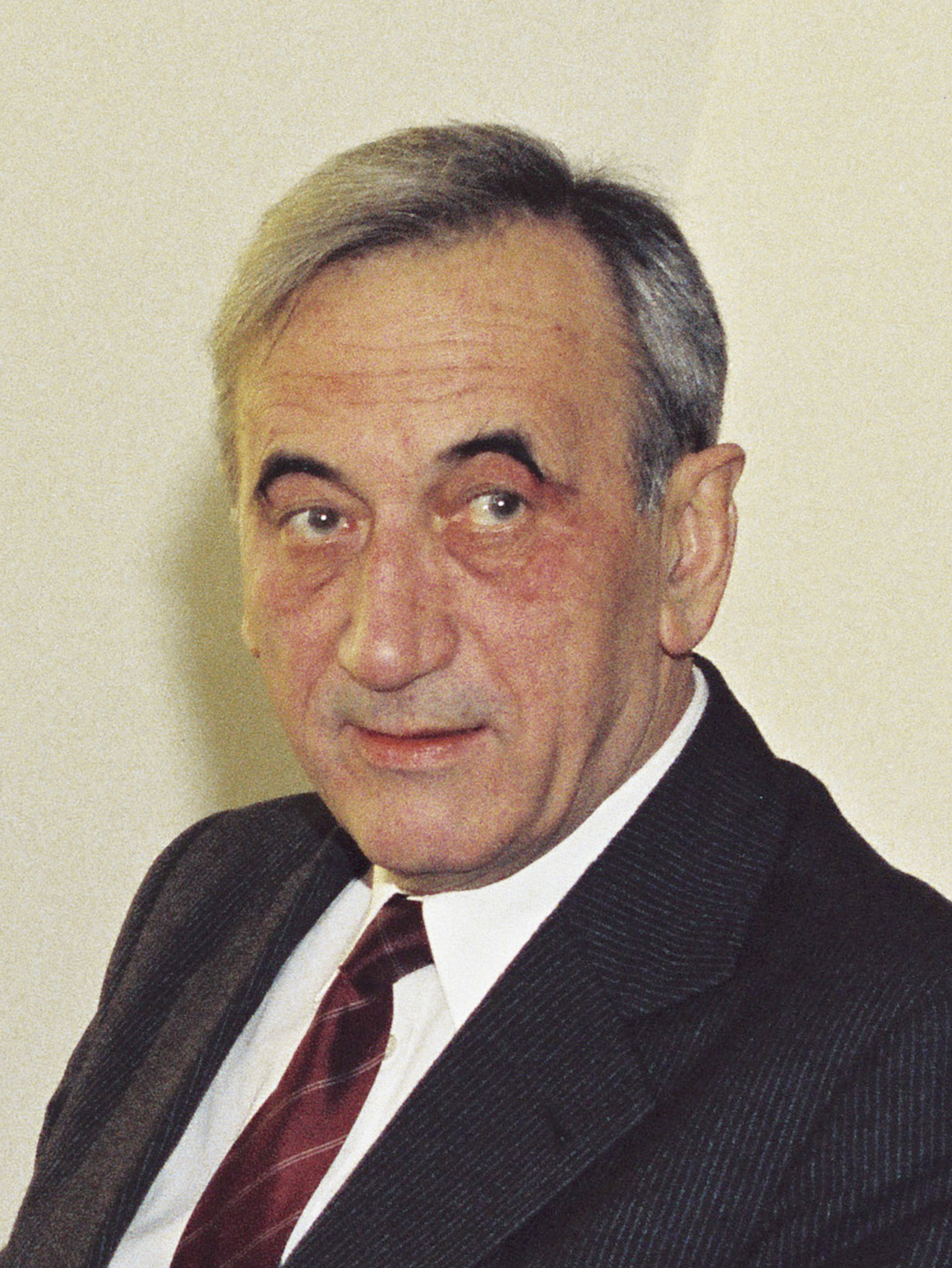
Premier Tadeusz Mazowiecki

23 czerwca 1989 ukonstytuował się Obywatelski Klub Parlamentarny „Solidarność”. Na przewodniczącego Klubu wybrano Bronisława Geremka. Posłowie reprezentujący związek utworzyli koalicję z ZSL i SD, a PZPR znalazło się w mniejszości. 24 sierpnia Sejm powołał Tadeusza Mazowieckiego na urząd prezesa Rady Ministrów. Był to pierwszy niekomunistyczny premier od 1945 r. Przeszłość została odkreślona – według wielokrotnie powtarzanych i często przeinaczanych słów premiera Mazowieckiego – grubą kreską (w rzeczywistości mówił on o „grubej linii”), co oznaczało, iż odcina się on wraz ze swoim rządem od komunistycznej przeszłości.

### Stosunek „Solidarności” do tzw. planu Balcerowicza
6 października nowy minister finansów Leszek Balcerowicz przedstawił plan reform, który stworzył m.in. wraz z Jeffreyem Sachsem i Stanisławem Gomułką, zgodnie z wcześniejszymi ustaleniami z MFW jako jeden z pierwszych programów strukturalnego dostosowania na świecie. Podstawowym założeniem była przemiana centralnie sterowanej przez państwo gospodarki w wolnorynkową. Plan Balcerowicza nazwano „terapią szokową”, ponieważ oznaczał on upadek setek państwowych przedsiębiorstw, a także katastrofę niektórych gospodarstw domowych – pojawiły się problemy bezrobocia i zadłużenia.
W pierwszych miesiącach wdrażania planu zdecydowanie popierała go NSZZ „Solidarność”, której władze opowiadały się za unikaniem strajków i prowadzeniem negocjacji oraz „pokojowym współżyciem z konsekwencjami planu”. „Solidarność” rozpięła swoisty parasol ochronny nad reformami Balcerowicza. W imię największego na kontynencie ruchu solidarności ludzi pracy i pod kierownictwem jego liderów dokonała się prawdziwa rewolucja w dochodach, polegająca na gigantycznym ich przesunięciu od ludzi szybko biedniejących do równie szybko się bogacących.
W obliczu protestu części niezrzeszonych kolejarzy prezydium Komisji Krajowej NSZZ „Solidarność” 22 maja 1990 wydało oświadczenie, w którym zarzuciło rządowi Tadeusza Mazowieckiego „prowadzenie pasywnej polityki gospodarczej, ograniczającej się do kontroli płac, i niepodejmowanie „kroków na rzecz wzrostu produkcji”.

### Jesień Ludów
„Solidarność” dążyła do przemian demokratycznych, wyrzekając się jednocześnie stosowania przemocy. Okrągły Stół udowodnił, że możliwe jest pokojowe porozumienie pomiędzy komunistyczną władzą i opozycją. W ślady „Solidarności” poszli przedstawiciele ruchów demokratycznych w kolejnych krajach komunistycznych. Pod koniec lata własny Trójkątny Stół zorganizowali Węgrzy. Obradujący w dniach 15–20 października parlament uchwalił ustawę o przeprowadzeniu wolnych wyborów. Odbyły się one w maju 1990 i zakończyły rządy komunistów. Niemcy otworzyły granice, co umożliwiło tysiącom Niemców z NRD wyjazd na Zachód. Reżim komunistyczny w NRD rozpoczął negocjacje z RFN, a 9 listopada 1989 runął Mur Berliński. 17 listopada rozpoczęły się protesty zapoczątkowujące „aksamitną rewolucję” w Czechosłowacji. 29 grudnia przywódca opozycji Václav Havel został wybrany na prezydenta Czechosłowacji. Przemiany w tych krajach dokonały się w oparciu o ideały pokojowej walki o wolność rozpowszechnione dzięki sukcesowi „Solidarności”.

### III Rzeczpospolita
Podstawowe wolności polityczne i ekonomiczne zapisane w Powszechnej deklaracji praw człowieka zostały zagwarantowane obywatelom Polski. Nieograniczana przez państwo prywatna inicjatywa pozwoliła na rozpoczęcie budowy społeczeństwa opartego na indywidualnej przedsiębiorczości. Kraj wkroczył na drogę integracji z Europą. 29 grudnia 1989 Sejm uchwalił zmiany w Konstytucji. Skreślony został zapis mówiący, że PZPR jest „przewodnią siłą” narodu. Polska Rzeczpospolita Ludowa stała się Rzeczpospolitą Polską, a orłowi w godle RP przywrócono koronę. Polska stała się jednak w pełni demokratycznym krajem dopiero po wyborach parlamentarnych w 1991 r. W ten sposób narodziła się III Rzeczpospolita.

## „Solidarność” po roku 1989

### Rok 1990
W dniach 20–25 kwietnia – w gdańskiej hali Olivia odbył się II Krajowy Zjazd Delegatów „Solidarności”. Na przewodniczącego wybrano Lecha Wałęsę. Władysław Frasyniuk zrezygnował z kandydowania z powodu „odgórnie reżyserowanego zjazdu”.
13 maja – rozpoczęła się tzw. „wojna na górze”: na posiedzeniu Komitetu Obywatelskiego Wałęsa oświadczył, że „wojna” jest potrzebna „bo nikt z nas, ja też nie, nie ma gotowych rozwiązań. Jeżeli spokój jest u góry, to na dole jest wojna. Dlatego zachęcam państwa do wojowania”.
Pierwsze w pełni wolne wybory do samorządów lokalnych szczebla gminnego odbyły się 27 maja. Wyłoniono władze w 2,5 tys. gmin, w których w przeważającej większości zasiedli przedstawiciele solidarnościowych Komitetów Obywatelskich.
24 czerwca – w sali BHP Stoczni Gdańskiej przedstawiciele komisji zakładowych „Solidarności”, jedenastu największych przedsiębiorstw w kraju, powołali Porozumienie Komisji Zakładowych, tzw. „Sieć”.
4 września – Komisja Krajowa podjęła uchwałę o odebraniu „Gazecie Wyborczej” znaku „Solidarność”. Lech Wałęsa w oświadczeniu, wydanym dzień później napisał: „Kończy się walka pod jednym sztandarem. I choć wszyscy spod niego wyszliśmy, to jednak prawo do tego znaku ma jedynie NSZZ”.
17 września – Wałęsa ogłosił, że będzie kandydował w wyborach na urząd prezydenta RP, w związku z czym 12 grudnia zrezygnował z funkcji przewodniczącego „Solidarności”.
Wałęsa wygrał wybory i 22 grudnia został zaprzysiężony na prezydenta Rzeczypospolitej Polskiej.
29 grudnia nowy prezydent desygnował na stanowisko premiera Jana Krzysztofa Bieleckiego z Kongresu Liberalno-Demokratycznego.

### Rok 1991

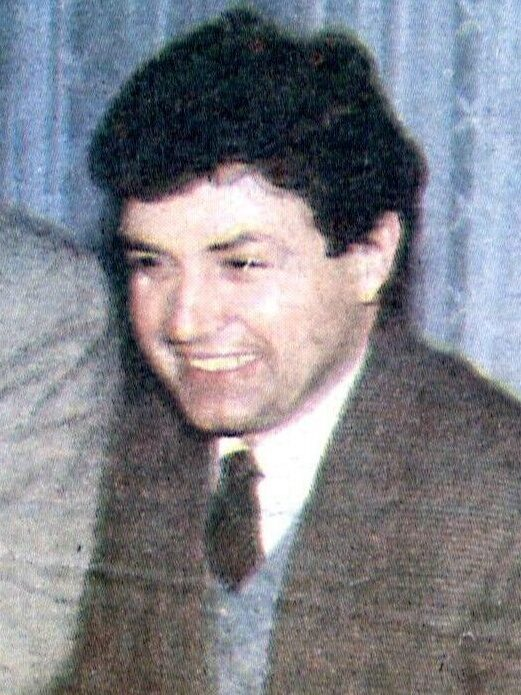
Marian Krzaklewski jako przewodniczący „S”

Na obradach KK w dniach 6–7 lutego dyskutowano o ewentualnym ogłoszeniu strajku generalnego w związku z pominięciem postulatów „S” przy nowelizacji „popiwku”. Powołano komisję do rozmów z rządem oraz postulowano przyspieszenie prac parlamentarnych nad pakietem ustaw związkowych.
23–24 lutego odbył się III Krajowy Zjazd Delegatów „S”. Na przewodniczącego wybrano Mariana Krzaklewskiego (w głosowaniu pokonał m.in. Bogdana Borusewicza i Lecha Kaczyńskiego). III KZD domagał się m.in. samorozwiązania się Sejmu i Senatu w celu przeprowadzenia wolnych i demokratycznych wyborów do parlamentu RP.
16 kwietnia KK ustanowiła 28 kwietnia dniem pamięci pracowników, którzy utracili życie lub zdrowie w wyniku wypadków przy pracy. Jednocześnie KK wystąpiła do rządu RP o przyspieszenie prac nad ustawą o ochronie człowieka w środowisku pracy.
Pod hasłami przyspieszenia reform i osłony najuboższych, rozliczenia komunistycznej nomenklatury, przedstawienia społeczeństwu realnych perspektyw rozwoju kraju oraz podjęcia przez rząd „rzeczowych rozmów” z „S” 22 maja odbył się ogólnokrajowy dzień protestu. Na apel KK odpowiedziało ok. 80% komisji zakładowych (oflagowanie zakładów, wiece i krótkie strajki).
11 lipca KK zadecydowała, że „S” – zgodnie z uchwałą III zjazdu – wystawi własną reprezentację parlamentarną.
26 lipca weszły w życie nowe ustawy związkowe znoszące stan prawny z okresu stanu wojennego. Sejm uchwalił ustawę o zakładach opieki zdrowotnej, likwidującą monopol państwa w udzielaniu świadczeń medycznych.
KK podjęła 21 sierpnia decyzję o wejściu w spór zbiorowy z rządem RP w sprawie waloryzacji płac w sferze budżetowej za pierwsze półrocze.
27 października – w pierwszych wolnych wyborach parlamentarnych w Polsce – odnotowano niską frekwencję oraz duże rozproszenie głosów. „S” uzyskała niewiele ponad 5% głosów, co pozwoliło na wprowadzenie do Sejmu jedynie 23 posłów z list okręgowych i 4 z listy krajowej. Najwięcej głosów na listach „S” w skali kraju uzyskał w Gdańsku Bogdan Borusewicz (ponad 50 tys.). Do Senatu z list „S” weszło 10 senatorów. Największy procent głosów uzyskała lista okręgowa „S” w Okręgu Gdańskim – 14,23%. 31 października PKW ogłosiła wyniki wyborów: frekwencja 43%, UD – 62 mandaty, SLD – 60, Wyborcza Akcja Katolicka – 49, PSL – 48, KPN – 46, Porozumienie Obywatelskie Centrum – 44, KL-D – 37, Porozumienie Ludowe – 28, NSZZ „S” – 27, Polska Partia Przyjaciół Piwa – 16, Mniejszość Niemiecka – 7, Chrześcijańska Demokracja – 5 oraz 16 ugrupowań mających od 1 do 4 miejsc.
21 grudnia pierwszy w pełni demokratycznie wybrany Sejm powierzył misję tworzenia rządu premierowi Janowi Olszewskiemu.

### Rok 1992

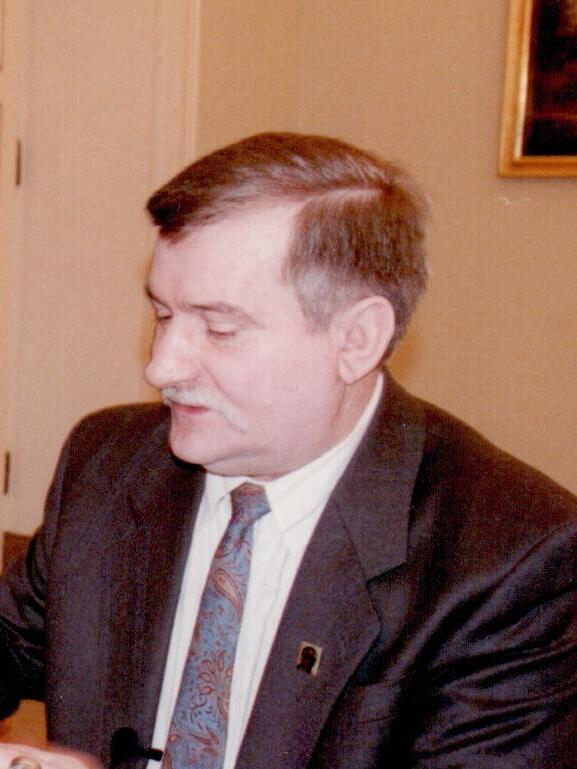
Prezydent RP Lech Wałęsa

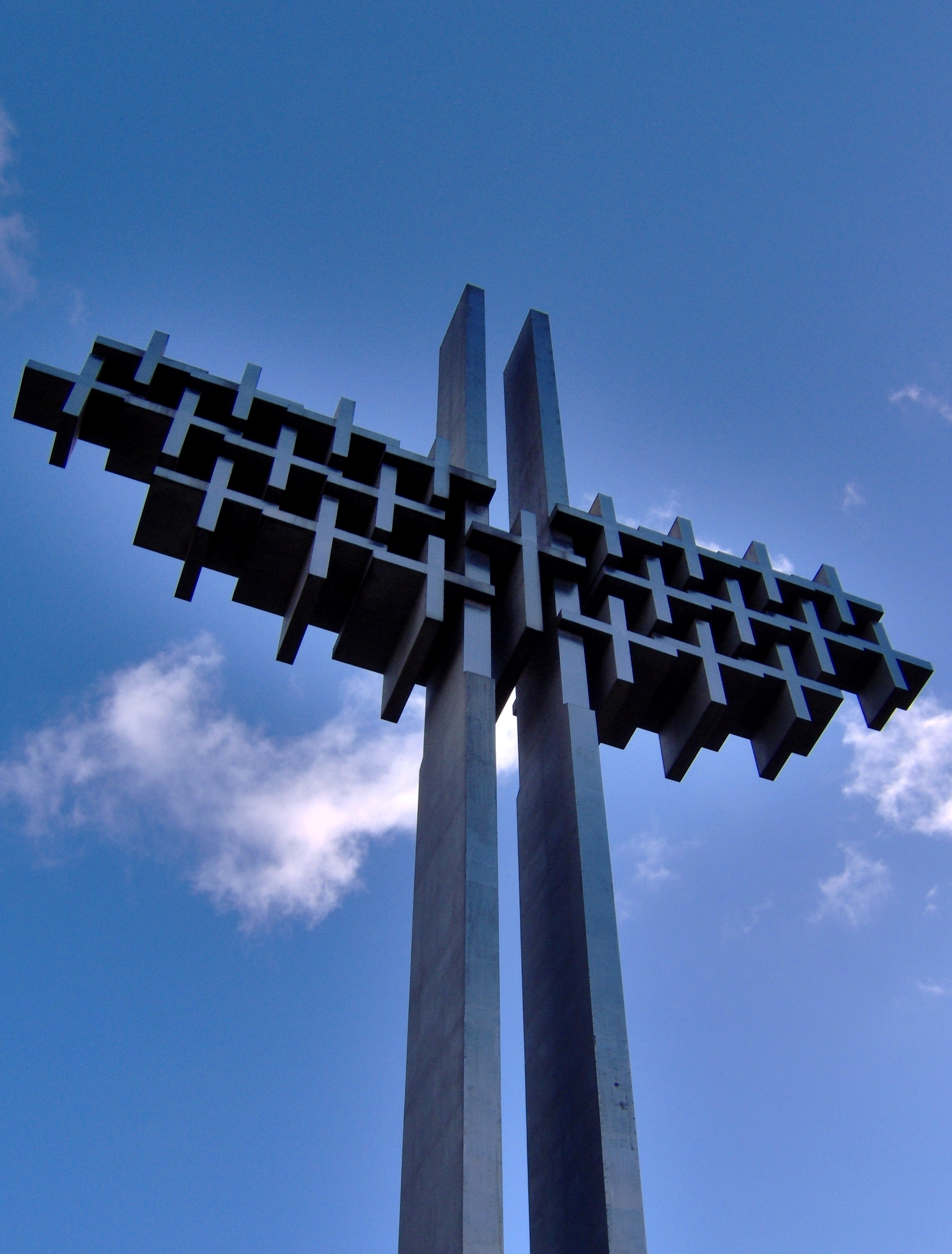
Pomnik Ofiar Grudnia 1970 przy al. Piłsudskiego w Gdyni

„S” przeprowadziła 13 stycznia ogólnopolski jednogodzinny strajk przeciwko planowanym przez rząd Olszewskiego podwyżkom cen nośników energii.
1 lutego Sejm przyjął uchwałę uznającą wprowadzenie stanu wojennego za nielegalne.
5 marca prezydent Wałęsa przekazał rządowi tezy tzw. „Programu 100 milionów”.
Marian Krzaklewski i minister pracy Jerzy Kropiwnicki podpisali 29 maja porozumienie regulujące tryb rozwiązywania sporów pomiędzy administracją rządową i „S”.
Lech Wałęsa zaproponował utworzenie koalicji pięciu partii: UD, KLD, PPG, KPN oraz PSL i powierzył 5 czerwca misję utworzenia rządu Waldemarowi Pawlakowi z PSL.
4 czerwca minister spraw wewnętrznych w rządzie Jana Olszewskiego Antoni Macierewicz ogłosił listę agentów tajnych służb PRL, którzy pełnili wówczas najważniejsze funkcje państwowe, tzw. „Noc teczek”. Na liście agentów znaleźli się m.in.: Lech Wałęsa i Wiesław Chrzanowski. Skutkiem tej „lustracji” było odwołanie rządu Olszewskiego.
W dniach 11–14 czerwca w Stoczni Gdańskiej odbyła się I tura IV Krajowego Zjazdu Delegatów „S”. Na przewodniczącego Związku wybrano ponownie Krzaklewskiego. Gośćmi Zjazdu byli prezydent Lech Wałęsa i były premier Jan Olszewski.
11 lipca Sejm powołał rząd Hanny Suchockiej. Mediatorami w czasie negocjacji nad utworzeniem rządu byli posłowie „S” Jan Rulewski i Bogdan Borusewicz.
30 sierpnia KK postanowiła wejść na drogę sporu zbiorowego z Radą Ministrów „celem wyegzekwowania prawa i interesu społecznego przy podejmowaniu decyzji o istotnych skutkach społecznych (rekompensowanie środków utrzymania)”.
6 października rozpoczęły się negocjacje „S” z rządem i organizacjami pracodawców nad pakietem ustaw Pakt o przedsiębiorstwie. Związek zażądał od strony rządowej włączenia do negocjacji projektów ustaw o powszechnej prywatyzacji i instytucji skarbu państwa oraz zażądał natychmiastowego odejścia od „popiwku”.
„S” przeprowadziła 14 grudnia dwugodzinny ogólnopolski strajk ostrzegawczy, którego powodem było nierozwiązanie sporów zbiorowych pomiędzy „S” a rządem w sprawie rosnących kosztów utrzymania i restrukturyzacji województwa wałbrzyskiego. Po zapowiedzi ograniczenia wydobycia węgla, zamknięcia części kopalń i redukcji zatrudnienia o 170 tys. ludzi w ciągu 10 lat po kilku dniach zastrajkowały wszystkie kopalnie.
15 grudnia prezydium KK zwróciło się do posłów „S” „o wszczęcie inicjatywy ustawodawczej w celu uznania PZPR za organizację przestępczą i od samego początku nielegalną”.
W Sylwestra (31 grudnia) rząd podpisał porozumienie z górniczymi komitetami strajkowymi. Górnikom obiecano, że od 15 kwietnia dostaną podwyżki. Minister Michał Boni uzależnił je jednak od rozpoczęcia przez kopalnie procesu restrukturyzacji.

### Rok 1993
7 stycznia podpisano porozumienie kończące spór zbiorowy pomiędzy „S” a rządem w sprawie rekompensowania wzrostu kosztów utrzymania.
Prezydium KK wyraziło 9 lutego zgodę na wejście w spór zbiorowy Sekretariatu Nauki i Oświaty, Sekretariatu Ochrony Zdrowia i Sekretariatu Kultury, Sztuki i Środków Masowego Przekazu „S” z rządem.
22 lutego rząd, przedstawiciele związków zawodowych, w tym „S”, i pracodawców podpisali „Pakt o przedsiębiorstwie państwowym”.
W Katowicach rozpoczął się 10 marca proces członków plutonu specjalnego ZOMO i ich przełożonych, oskarżonych o zamordowanie 9 górników z kopalni „Wujek”.
30 marca odbyły się rozmowy „S” ze stroną rządową w sprawie sporu budżetówki. W opinii Związku „strona rządowa wykazała nieustępliwe stanowisko”.
5 maja rozpoczął się strajk cywilnej sfery budżetowej, a 19 maja powstał Ogólnopolski Sztab Strajkowy pod przewodnictwem Krzaklewskiego. Posłowie z Klubu Parlamentarnego „S” zgłosili wniosek o wotum nieufności dla rządu.
29 maja prezydent Wałęsa nie przyjął dymisji rządu i ogłosił rozwiązanie parlamentu.
22 czerwca prezydium ZR Gdańskiego „S” podjęło decyzję o powołaniu Fundacji „Archiwum Solidarności”.
W dniach 25–27 czerwca odbył się V Krajowy Zjazd Delegatów „S” w Zielonej Górze, na którym zadecydowano o udziale Związku w zbliżających się wyborach parlamentarnych, ale 19 września tylko 4,9% wyborców oddało głos w wyborach do Sejmu na kandydatów z listy „S” (do 5-procentowego progu zabrakło 14 tys. głosów). W Senacie znalazło się 9 przedstawicieli „S”.
4 września w wypadku samochodowym pod Koziegłowami zginął przewodniczący Regionu Śląsko-Dąbrowskiego Grzegorz Kolosa.
18 października prezydent Wałęsa powierzył misję tworzenia rządu Waldemarowi Pawlakowi.
Na posiedzeniu KK w dniach 9–10 listopada m.in. wybrano nowych członków prezydium KK. Wiceprzewodniczącym został Leszek Szewc, a członkami Kazimierz Janiak i Stefan Kubowicz.
17 grudnia w Gdyni, podczas rocznicowych uroczystości, został odsłonięty pomnik ku czci pomordowanych w Grudniu 1970 w Gdyni.

### Rok 1994
9 lutego kilkadziesiąt tysięcy związkowców z „S” protestowało w Warszawie. Głównymi postulatami były podjęcie przez rząd negocjacji i realizacja podpisanych wcześniej porozumień. Od 14 lutego w akcji protestacyjnej „S” wzięło udział 775 zakładów pracy w 34 regionach.
Na posiedzeniu KK w dniu 13 kwietnia zostały zaprezentowane tezy do projektu konstytucji przygotowywanych przez Społeczną Komisję Konstytucyjną. KK pomimo wiadomości, że rząd odstępuje od „popiwku” w myśl tez „S” oraz powołania Komisji Trójstronnej ds. Społeczno-Gospodarczych, postanowiła nie przerywać akcji protestacyjnych.
25 kwietnia do strajkujących w kopalniach węgla brunatnego dołączyły kopalnie węgla kamiennego oraz trzy kopalnie rud ołowiu i cynku. W związku z tym, że strajkujący wywalczyli m.in. rozszerzenie ustawy o zaopatrzeniu emerytalnym i rentowym górników i ich rodzin także na sektor węgla brunatnego, 30 kwietnia został zawieszony strajk w kopalniach węgla brunatnego. W kopalniach węgla kamiennego formę strajku zamieniono na absencyjny. 27 maja odbył się ogólnopolski marsz protestacyjny „S” w Warszawie, który był podsumowaniem dotychczasowej akcji protestacyjnej oraz wstępem do „etapu działań prawnych”. Wzięło w nim udział ok. 40 tys. demonstrantów.
19 czerwca odbyły się wybory samorządowe. Na partie prawicowe oddano ok. 25% głosów.
31 sierpnia odbyły się w Gdańsku obchody 14. rocznicy Sierpnia ’80. Przed pomnikiem Poległych Stoczniowców przemawiali Marian Krzaklewski i Lech Wałęsa.
22 września kilkutysięczna demonstracja „S” przeszła ulicami Katowic. Związkowcy domagali się sprawiedliwego procesu w sprawie zamordowanych górników w kopalni „Wujek” oraz podjęcia rozmów nad „kontraktem dla województwa katowickiego”.
W dniach 29 września-2 października odbył się w Mielcu VI Krajowy Zjazd Delegatów „S”. Oceniano osiągnięcia i porażki minionego roku. Wydano oświadczenie: „Delegaci VI Krajowego Zjazdu stwierdzają, że obecny rząd działa na szkodę Polski i jej obywateli. Delegaci uważają, że rząd ten powinien dla dobra kraju zakończyć swoją działalność”.
Przedstawiciele „S” wręczyli 17 listopada prezydentowi Wałęsie związkowy projekt ustawy o ubezpieczeniach zdrowotnych.
6 grudnia prezydium KK zaprotestowało z powodu nowelizacji ustawy kombatanckiej, w której przywrócono uprawnienia kombatanckie funkcjonariuszom UB i SB, a 16 grudnia odbył się dzień akcji protestacyjnej „S” pod hasłem „Zbrodnie komunizmu zbrodniami ludobójstwa”.

### Rok 1995
Członkowie „S” służby zdrowia i oświaty zakończyli 3 stycznia trwający 33 dni strajk głodowy. W podpisanym tego dnia porozumieniu rząd zobowiązał się do podniesienia płac w sferze budżetowej o 6% powyżej rzeczywistej inflacji.
11 stycznia KK zażądała podjęcia decyzji (w sprawie użytkowanego przez OPZZ mienia „S” bezprawnie zajętego po stanie wojennym) umożliwiających odzyskanie przez Związek zwaloryzowanych kwot.
Rozpoczęła się akcja protestacyjna pracowników przemysłu zbrojeniowego. Związkowcy z „S” protestowali 27 lutego przeciw zmniejszaniu wydatków budżetowych na zakupy sprzętu zbrojeniowego od krajowych producentów.
W dniach 21–22 maja miała miejsce najkrótsza wizyta apostolska papieża Jana Pawła II w Polsce. Prezydent Lech Wałęsa wręczył Ojcu Świętemu najwyższe odznaczenie państwowe – Order Orła Białego, który został nadany papieżowi 3 maja 1993 r. jako „Pierwszemu Polakowi III Rzeczypospolitej”.
Od 8 do 10 czerwca obradował w Gdańsku VII Krajowy Zjazd Delegatów „S”. Na przewodniczącego Związku ponownie wybrano Mariana Krzaklewskiego. Do KK wybrani zostali głównie ci działacze, których umieszczenie na listach przewodniczący „S” uzgodnił wcześniej z liderami regionów.
5 listopada odbyła się pierwsza tura wyborów prezydenckich. Do drugiej przeszli Lech Wałęsa i Aleksander Kwaśniewski. KK apelowała do wyborców o głosowanie w II turze wyborów na Lecha Wałęsę. W dwa tygodnie po pierwszej odbyła się II tura wyborów. Przy frekwencji 68,22%, Aleksander Kwaśniewski otrzymał 51,72%, Lech Wałęsa – 48,28%. 6 grudnia KK opowiedziała się za unieważnieniem wyborów prezydenckich, zarzucając prezydentowi elektowi: „Okłamywanie instytucji, w tym Sejmu i Państwowej Komisji Wyborczej co do wykształcenia i majątku”.
15 grudnia – pomimo sprzeciwu posłów SLD – Sejm przyjął uchwałę, w której uczczono pamięć ofiar stanu wojennego i potępiono jego organizatorów.

### Rok 1996
Z powodu – jak to określono – „kryzysu państwa”, 10 stycznia prezydium KK wezwało do odsunięcia SLD od władzy.
19 stycznia odbyło się spotkanie dyrekcji największych polskich stoczni, przedstawicieli komisji zakładowych „S”, przedstawicieli Sekcji Krajowej Przemysłu Okrętowego oraz gdańskich i szczecińskich władz wojewódzkich. Spotkanie było poświęcone ocenie sytuacji polskiego przemysłu stoczniowego.
Sejmowa Komisja Odpowiedzialności Konstytucyjnej 13 lutego, po czterech latach pracy, zakończyła postępowanie wobec gen. Jaruzelskiego i innych autorów stanu wojennego. Głosami posłów SLD i PSL zadecydowano, że komisja zaproponuje Sejmowi umorzenie postępowania.
19 marca prezydium KK zaapelowało o pilną interwencję rządu umożliwiającą restrukturyzację Stoczni Gdańskiej.
W Gdańsku rozpoczął się 28 marca proces oskarżonych o kierownicze sprawstwo śmierci 44 osób w grudniu 1970 roku, ale już 25 kwietnia Sąd Wojewódzki umorzył postępowanie wobec Wojciecha Jaruzelskiego i Kazimierza Świtały.
10 maja Sejm uchwalił ustawę o zwrocie majątku utraconego przez związki zawodowe i organizacje społeczne w wyniku wprowadzenia stanu wojennego.
8 czerwca zawiązała się koalicja partii prawicowych i „S” Akcja Wyborcza Solidarność, a w cztery dni później KK zaakceptowała deklarację współpracy „S” i ugrupowań politycznych w ramach AWS. KK stwierdziła, że przygotowany przez komisję ds. reformy prawa pracy kodeks zbiorowych stosunków pracy jest antypracowniczy i antyzwiązkowy.
W dniach 26–28 czerwca w Poznaniu odbył się VIII KZD „S”. W najważniejszej uchwale delegaci postanowili wziąć udział w wyborach do Sejmu i Senatu w ramach AWS.
8 sierpnia Sąd rejonowy w Gdańsku ogłosił upadłość Stoczni Gdańskiej.
W Warszawie odbyły się 31 sierpnia centralne obchody 16. rocznicy powstania „S”. W demonstracji wzięło udział ok. 60 tys. ludzi.
10 października Rada Krajowa AWS wybrała Mariana Krzaklewskiego na przewodniczącego oraz przyjęła założenia programowe.
23 października Sejm umorzył postępowanie w sprawie autorów stanu wojennego.

### Rok 1997
Marian Krzaklewski jako przewodniczący AWS przedstawił 25 lutego w Sejmie, w ramach wniosków mniejszości, solidarnościowy projekt konstytucji.
7 marca w Warszawie manifestowały sekcje krajowe przemysłu zbrojeniowego i lotniczego. Około 3-tysięczna manifestacja przeszła sprzed pomnika Witosa pod gmach Sejmu, następnie Alejami Ujazdowskimi, gdzie doszło do starć z policją – dwie osoby zostały przewiezione do szpitala. 12 marca odbyła się demonstracja około 2000 stoczniowców ze Stoczni Gdańskiej, którzy zablokowali centralne skrzyżowanie Gdańska i tory kolejowe. 18 marca prezydium KK podjęło decyzję o rozpoczęciu ogólnopolskiej akcji protestacyjnej w obronie Stoczni Gdańskiej.
Rada Krajowa AWS poparła 26 marca integrację z NATO i Unią Europejską oraz wybrała swoje władze. Mimo namów Krzaklewskiego Jarosław Kaczyński nie zgodził się uczestniczyć w wyborach.
W referendum 25 maja za przyjęciem nowej konstytucji opowiedziało się 53,45% głosujących, za odrzuceniem – 46,55%. Udział w referendum wzięło 42,86% uprawnionych.
W rocznicę „Sierpnia ’80” Marian Krzaklewski ogłosił przed pomnikiem Poległych Stoczniowców listę 21 zadań dla Polski, nawiązując w ten sposób do 21 postulatów z roku 1980.
W wyborach do Sejmu i Senatu, które odbyły się 21 września, najwięcej głosów zebrała AWS wprowadzając do Sejmu 201 posłów. Podział pozostałych mandatów był następujący: SLD – 164, UW – 60, PSL – 27, ROP – 6, Mniejszość Niemiecka – 2. W Senacie AWS obsadziła 51 na 100 miejsc.
20 października AWS i UW podpisały umowę koalicyjną. W nocy posłowie AWS zawiesili w sali sejmowej krzyż.
Zmieniła się połowa prezydium KK. 17 listopada na miejsce sześciu członków, którzy zostali posłami, wybrano nowych. Zastępcami Krzaklewskiego zostali: Janusz Śniadek i Józef Pólkowski.
W katowickim sądzie 21 listopada zapadł wyrok uniewinniający w sprawie zamordowania w stanie wojennym 9 górników w kopalni „Wujek”. Sąd uzasadniając wyrok uznał, że ci którzy strzelali do górników, działali „zgodnie z prawem” i w „obronie własnej”.
8 grudnia Sąd Wojewódzki w Warszawie zarejestrował partię Ruch Społeczny AWS.
W poznańskim hotelu „Polonez” w dniach 19–20 grudnia obradował IX Krajowy Zjazd Delegatów „S”. Obrady miały na celu przede wszystkim określenie stanowiska Związku wobec Ruchu Społecznego AWS.
Do końca grudnia 5 253 687 zł zebrano ze sprzedaży cegiełek oraz dobrowolnych wpłat na rzecz ratowania Stoczni Gdańskiej. Akcję przeprowadziło Stowarzyszenie „Solidarni ze Stocznią Gdańską”.

### Rok 1998
- 11 lutego – KK oceniła funkcjonowanie koalicji AWS-UW. W stanowisku władze „S” zwróciły się do rządu o wprowadzenie od 1999 r. prorodzinnego systemu podatkowego, uporządkowanie statusu prawnego majątku narodowego, wprowadzenie uwłaszczenia i reprywatyzacji oraz przyspieszenie lustracji.
- 20 marca – 21 marca – w Poznaniu odbyło się, po raz pierwszy w Polsce, spotkanie grupy roboczej ds. integracji europejskiej EKZZ, w którym uczestniczyli przedstawiciele większości central związkowych z państw Unii Europejskiej.
- 26 marca – po raz kolejny nie doszło do rozpoczęcia procesu w sprawie Grudnia ’70. Oskarżeni stawili się po raz pierwszy w komplecie, ale oskarżyciel nie zgodził się na wyłączenie z rozprawy Jaruzelskiego. Wcześniej, ze względu na zły stan zdrowia, wyłączono do odrębnego postępowania sprawę pięciu osób, w tym. gen. Jaruzelskiego.
- 17 kwietnia – ukazał się 500. numer „Tygodnika Solidarność”.
- 27 kwietnia – po 17 latach od opuszczenia Polski płk Ryszard Kukliński na zaproszenie rządu przyjechał do kraju. Odwiedził Kraków (został honorowym obywatelem miasta), Zakopane, Katowice, Gdańsk i Gdynię.
- 4 maja – w gdańskiej siedzibie „S” odbyło się spotkanie prezydium KK i pracowników „S” z płk Ryszardem Kuklińskim.
- 27 maja – KK postanowiła na bazie Zadań dla RS AWS opracować kontrakt polityczny, który umożliwiłby formalne porozumienie między Związkiem a RS AWS.
- 8 września – doszło do sfinalizowania sprzedaży Stoczni Gdańskiej za 115 mln złotych Stoczni Gdynia.
- 24 września – 25 września – na X KZD „S” w Jastrzębiu-Zdroju Marian Krzaklewski został ponownie wybrany na przewodniczącego Związku. Był jedynym kandydatem. „Takie poparcie to mój życiowy rekord, rekord Związku. Razem wprowadzimy Polskę w trzecie tysiąclecie” – dziękował przewodniczący delegatom.
- 16 października – z okazji 20. rocznicy pontyfikatu papieża Jana Pawła II do Watykanu wyruszyła II Ogólnopolska Pielgrzymka Świata Pracy NSZZ „Solidarność”.
- 10 grudnia – pięćdziesięciu posłów AWS wystosowało apel do ministra sprawiedliwości „o ponowne zbadanie okoliczności, z powodu których Wojciech Jaruzelski został wyłączony z toczącego się procesu winnych masakry robotników w grudniu 1970 r.”
- 18 grudnia – Sejm odrzucił prezydenckie weto do ustawy o Instytucie Pamięci Narodowej. „Ta ustawa to prawdziwy prezent gwiazdkowy. To koniec manipulacji teczkami agentów. Odcięcie się od przeszłości” – powiedział Krzaklewski.

### Rok 1999
- 12 stycznia – KK zwróciła się do Klubu Parlamentarnego AWS o zrealizowanie postulatu z 1980 r. o 40-godzinnym tygodniu pracy, skrytykowała sytuację w mediach publicznych i uznała za niedopuszczalną krytykę reformy służby zdrowia.
- 16 stycznia – 17 stycznia – w czasie I Zgromadzenia Krajowego Ruchu Społecznego AWS wybrano władze oraz przyjęto deklarację ideowo-programową partii. Przewodniczącym RS AWS został Jerzy Buzek.
- 12 marca – Polska została przyjęta do NATO.
- 15 marca – 16 marca – III przegląd ponad zakładowych układów zbiorowych pracy
- 13 kwietnia – ukarania działaczy ugrupowań należących do AWS, którzy weszli w koalicje samorządowe z SLD, domagali się członkowie KK na spotkaniu w Gdańsku.
- 11 czerwca – spotkanie Jana Pawła II z polskimi parlamentarzystami w siedzibie Zgromadzenia narodowego w Warszawie.
- 26 czerwca – premier Buzek obiecał pomoc medyczną i finansową dla poszkodowanych podczas starć policji z demonstrantami z „Łucznika”.
- 13 lipca – KK postanowiła, że „S” odda połowę udziałów w AWS swojej partii – Ruchowi Społecznemu AWS.
- 15 września – KK przedstawiła RS AWS 29 postulatów, które partia powinna zrealizować w zamian za przekazane w lipcu udziały. Najistotniejsze z nich to: przygotowanie i wprowadzenie w życie przepisów o uwłaszczeniu i reprywatyzacji; likwidacja patologii płacowych i personalnych w samorządzie terytorialnym oraz spółkach Skarbu Państwa; wprowadzenie pięciodniowego tygodnia pracy.
- 21 września – 24 września – przedstawiciele centroprawicy 11 krajów Europy Środkowo-Wschodniej spotkali się w Gdańsku.
- 22 września – premier Jerzy Buzek przedstawił założenia programowe swojego rządu na kolejne dwa lata (tzw. „Nowe otwarcie”).
- 21 października – związkowcy z Sekcji Górnictwa Węgla Kamiennego NSZZ „S” zablokowali dwa śląskie węzły kolejowe. Głównym powodem protestu było nierealizowanie przez rząd programu restrukturyzacji górnictwa w takiej formie, jaka była wcześniej przez rząd przyjęta.

- 10 grudnia – 11 grudnia – We Władysławowie odbył się XI Krajowy Zjazd Delegatów „S”. Z ponad 40 dokumentów przyjętych przez delegatów tylko trzy dotyczyły tzw. wielkiej polityki, pozostałe odnosiły się do sytuacji pracowników oraz do spraw czysto związkowych. XI KZD podjął uchwałę o odchodzeniu „S” od pełnienia funkcji politycznych.
- 13 grudnia – w Warszawie ukonstytuował się komitet założycielski Społecznego Trybunału Międzynarodowego do Osądzenia Komunizmu. Do udziału w nim Krzaklewski zaprosił m.in. Margaret Thatcher, George’a Busha, Władimira Bukowskiego, Norman Daviesa i Joachima Gaucka. Liderzy partii centroprawicowych z Europy Środkowej i Wschodniej obiecali organizować prace trybunału zmierzające do zarchiwizowania i informacji na temat zbrodni komunistycznych.

### Rok 2000
- 1 stycznia – weszła w życie ustawa wydłużająca urlopy macierzyńskie z 16 do 20 tygodni. Ustawę zgłosili posłowie AWS.
- 14 stycznia – gdański Sąd Wojewódzki umorzył proces w sprawie zniszczenia w latach 1989–1990 kilkudziesięciu tomów akt gdańskiej delegatury SB.
- 21 marca – rozpoczęto wypłacanie rekompensat za niepodwyższanie płac sfery budżetowej i świadczeń emerytalnych dla części emerytów w okresie od 1 lipca 1991 r. do 28 czerwca 1992 r.
- 18 kwietnia – KK poparła kandydaturę Mariana Krzaklewskiego w wyborach prezydenckich.
- 1 maja-3 maja – 2,5 tys. osób uczestniczyło w III Ogólnopolskiej Pielgrzymce Ludzi Pracy „S” do Rzymu. Pielgrzymi z Polski spotkali się z Ojcem Świętym na mszy odprawionej z okazji święta 1 Maja w Tor Vergata, a dwa dni później wzięli udział w audiencji generalnej na placu św. Piotra. „Jesteście mi szczególnie bliscy” – tymi słowami papież Jan Paweł II powitał delegację władz „S” w czasie prywatnej audiencji 3 maja.
- 28 maja – Rada Krajowa UW postanowiła wycofać swoich ministrów z rządu Jerzego Buzka.
- 6 czerwca – UW wyszła z koalicji. „AWS bierze samodzielną odpowiedzialność za rządzenie Polską” – oświadczył Krzaklewski.
- 15 czerwca – Rada Krajowa AWS stwierdziła, że kandydatem Akcji Wyborczej Solidarność w wyborach prezydenckich jest Marian Krzaklewski. „Będzie to kampania prawdy” – zapowiedział Krzaklewski.
- 16 czerwca – marszałek Sejmu Maciej Płażyński ogłosił datę prezydenckich wyborów na 8 października.
- 19 czerwca – W dniu rozpoczęcia obrad Rady Europy, w portugalskim mieście Porto odbyła się demonstracja związkowców z Unii Europejskiej. Wzięło w niej udział ponad 50 tys. osób z Portugalii, Hiszpanii, Francji, Belgii, Włoch i Grecji oraz niewielka, bo jedynie 30-osobowa delegacja NSZZ „Solidarność”.
- 29 sierpnia – W międzynarodowej konferencji „Idea solidarności jako czynnik kształtujący politykę w XXI wieku”, która odbyła się w gdańskim Dworze Artusa, wzięli udział m.in.: premierzy Hiszpanii, Słowenii, Słowacji, Maroka, Malty, Bułgarii oraz przedstawiciele partii należących do Europejskiej Partii Obywatelskiej, która skupia większość europejskich partii o profilu chrześcijańsko-demokratycznym. Obecna była także przewodnicząca Parlamentu Europejskiego Nicole Fontaine.
- 30 sierpnia – XII Krajowy Zjazd Delegatów NSZZ „Solidarność”.
- 31 sierpnia – Obchody 20-lecia powstania „Solidarności”. 5 tys. osób z całej Polski wzięło udział w uroczystej mszy św. odprawionej przed pomnikiem Poległych Stoczniowców w Gdańsku.
- 8 października – Wybory prezydenckie. Marian Krzaklewski uzyskał 15,57% głosów.
- 6 grudnia – na dzień przed rozpoczęciem szczytu Piętnastki w Nicei odbyła się demonstracja związkowców z całej zjednoczonej Europy oraz państw kandydujących. Wzięło w niej udział ponad 80 tys. osób domagających się „Europy socjalnej”. Wśród uczestników demonstracji była także 49-osobowa grupa działaczy NSZZ „Solidarność”.
- 13 grudnia – Krajowy Zjazd Delegatów NSZZ „S”. Zjazd dał wyraźny sygnał politykom AWS, że NSZZ „Solidarność”, jako współzałożyciel formacji, która w 1997 roku wygrała wybory z SLD, nie godzi się z działaniami prowadzącymi do jej rychłej destrukcji.

### Rok 2001
- 7 lutego – Od tego dnia można pobierać w Instytucie Pamięci Narodowej wnioski o ujawnienie dokumentów osobowych, jakie gromadziły w okresie PRL służby wywiadowcze, SB i MO.
- 1 marca – Sejm przegłosował nowelizację kodeksu pracy, dzięki której od 2003 r. obowiązywać będzie ośmiogodzinny dzień pracy przy pięciu dniach roboczych w tygodniu. Czas pracy skracany będzie stopniowo, w 2001 roku wynosić będzie jeszcze 42 godziny, natomiast w 2002–41 godzin, a w 2003 już 40 godzin. Mimo mniejszej liczby przepracowanych godzin, płace nie uległy zmniejszeniu.
- 15 maja – Komisja Krajowa NSZZ „Solidarność” zdecydowała o wyjściu Związku ze wszystkich struktur terytorialnych AWS.
- 15 maja – Komitet Krajowy ds. Programu Unesco „Pamięć świata” podjął decyzję o rozpoczęciu starań wpisania na listę „pamięć świata” tablic z 21 postulatami, wywieszonych w Bramie nr 2 Stoczni Gdańskiej podczas strajku w sierpniu 1980 roku.
- 17 maja – Jednym z pierwszych punktów wizyty w Trójmieście króla Hiszpanii Juana Carlosa i jego żony królowej Sofii było złożenie kwiatów przed pomnikiem Poległych Stoczniowców.
- 23 września – W wyborach do parlamentu Akcja Wyborcza Solidarność Prawicy otrzymała 5,6% głosów, co nie pozwoliło jej, jako koalicji, przekroczyć progu wyborczego.
- 30 października – Sąd uniewinnił zomowców oskarżonych o spowodowanie śmierci 21 górników w kopalni Wujek w grudniu 1981 roku.
- 25 października-26 października – W Poznaniu obradował XIV Krajowy Zjazd Delegatów.
- 13 grudnia – Delegacja NSZZ „Solidarność” wzięła udział w demonstracji zorganizowanej przez Europejską Konfederację Związków Zawodowych. Do Laeken koło Brukseli przybyło 80 tys. związkowców z całej Europy.

### Rok 2002

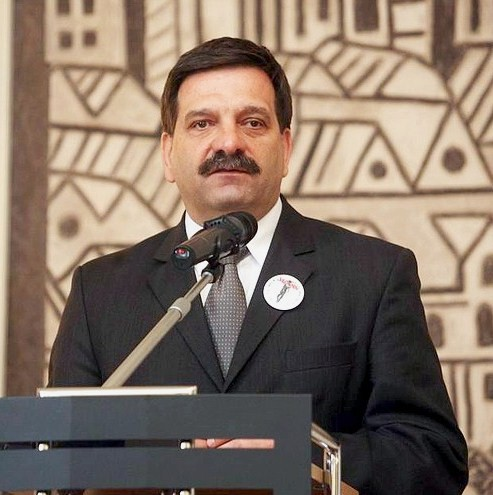
Janusz Śniadek, jako przewodniczący „S”

- 24 stycznia – Gazeta Wyborcza opublikowała dokumenty „Solidarności” łódzkiego pogotowia ratunkowego, z których wynika, że afera „łowców skór” odbywała się za wiedzą związku a zyski zasilały jego konto[47]
- 3 kwietnia – W związku z rozpoczęciem przez Sejm prac nad zmianami w kodeksie pracy prezydium KK ogłosiło pogotowie protestacyjne.
- 22 kwietnia – Rozpoczął się protest pracowników Fabryki Kabli w Ożarowie Mazowieckim.
- 31 maja – Gośćmi Komisji Krajowej byli przedstawiciele Litewskiego Związku Robotników LDS.
- 26 czerwca – Na demonstrację przeciwko zmianom w kodeksie pracy do Warszawy przyjechało ponad 50 tys. związkowców z całej Polski.
- 6 sierpnia – Związkowcy z „Solidarności” w czasie manifestacji w Warszawie domagali się uchwalenia przez Sejm nowelizacji kodeksu pracy opracowanej przez Związek. Pod projektem podpisało się 200 tys. osób.
- 31 sierpnia – W Lubinie odbyły się centralne obchody sierpniowe. Szczególnie uroczyście wspomniano 20-lecie tragedii, do której doszło na ulicach Lubina. Wtedy właśnie w czasie pokojowej demonstracji milicja otworzyła ogień do ludzi zabijając trzy osoby.
- 14 września-15 września – w XX Ogólnopolskiej Pielgrzymce Ludzi Pracy na Jasną Górę, obok związkowców z „Solidarności”, wzięli udział strażacy z Nowego Jorku (uczestnicy akcji ratowniczej po tragedii z 11 września na World Trade Center).
- 26 września-28 września – Decyzją XV Krajowego Zjazdu Delegatów nowym szefem „Solidarności” został Janusz Śniadek.
- 17 października – Zmarła Alina Pienkowska, jedna z sygnatariuszek Porozumień Sierpniowych.
- 14 listopada – Komisja Krajowa „Solidarności” podjęła uchwałę, na mocy której rozpoczęto zbieranie podpisów pod inicjatywą ustawodawczą na rzecz przywrócenia zasiłków i świadczeń przedemerytalnych.
- 29 listopada – Weszły w życie pierwsze zmiany w znowelizowanym kodeksie pracy.

### Rok 2003
- 25 kwietnia – Ponad 20-tysięczna manifestacja „Solidarności” przeszła ulicami Warszawy. Związkowcy domagali się tworzenia nowych miejsc pracy, przestrzegania prawa do wynagrodzenia oraz przywrócenia zasiłków i świadczeń przedemerytalnych.
- 29 kwietnia – 650 tys. podpisów (na wymagane 100 tys.) zebrała „Solidarność” pod projektem ustawy przywracającym zasiłki i świadczenia przedemerytalne. Projekt wraz z podpisami został przekazany na ręce wicemarszałka Sejmu
- 29 lipca – w Sejmie odbyło się pierwsze czytanie obywatelskiego projektu ustawy o zatrudnieniu i przeciwdziałaniu bezrobociu. Ponad 2 tys. związkowców z „S” domagało się przed Sejmem przywrócenia zasiłków i świadczeń przedemerytalnych.
- 30 lipca – półtora tysiąca pracowników postawionej w stan upadłości Huty Ostrowiec wyruszyło rano z zakładu przed Urząd Miasta i starostwo powiatowe.
- 20 sierpnia – kilkudziesięciu pracowników Huty Stalowa Wola rozpoczęło okupację budynku starostwa powiatowego. Kilka tysięcy hutników protestowało na ulicach Stalowej Woli przeciwko degradacji zakładu.
- 28 sierpnia – Tablice z 21 postulatami z sierpnia 1980 r. trafiły na listę UNESCO.
- 30 sierpnia – prawie 5 tys. związkowców uczestniczyło w Dniu Solidarności ze strajkującymi pracownikami Fabryki Wagon SA w Ostrowie Wielkopolskim.
- 11 września – 10 tys. górników protestowało na ulicach Warszawy. Domagali się cofnięcia decyzji Kompanii Węglowej o zamknięciu czterech kopalń.
- 22 września – prawie 50 tys. związkowców uczestniczyło w zorganizowanej przez „S”, XXI Pielgrzymce Ludzi Pracy na Jasną Górę.
- 26 września-27 września – w Stalowej Woli odbył się XVI Krajowy Zjazd Delegatów.
- 22 października – Komisja Krajowa NSZZ „Solidarność” realizując uchwałę XVI KZD ogłosiła pierwszy etap Ogólnopolskich Dni Protestu przeciwko antyspołecznej polityce rządu.
- 11 listopada – Prawie 3 tys. związkowców z całej Polski uczestniczyło w pielgrzymce do Ojca Świętego, trzej przewodniczący Związku: Lech Wałęsa, Marian Krzaklewski oraz Janusz Śniadek wręczyli Ojcu Świętemu dar od „S”.
- 17 listopada – W śląskich kopalniach rozpoczął się 24-godzinny strajk ostrzegawczy. Wzięło w nim udział około 35 tysięcy górników. Był to największy protest górniczy w Polsce od 1995 roku.
- 18 listopada – W Warszawie odbyła się manifestacja służby zdrowia. Brało w niej udział prawie 11 tys. związkowców z całej Polski. Manifestację po raz pierwszy zorganizowały wspólnie trzy centrale związkowe NSZZ „Solidarność”, OPZZ i Forum Związków Zawodowych.
- 26 listopada – W całym kraju w pikietach i manifestacjach kończących Ogólnopolskie Dni Protestu przeciwko antyspołecznej polityce rządu, wzięło udział około 50 tys. związkowców.
- 11 grudnia – Podczas posiedzenia Komisji Krajowej, tytuł „Człowieka Roku Tygodnika Solidarność” otrzymał ks. abp Tadeusz Gocłowski, Krajowy Duszpasterz Ludzi Pracy.
- 22 grudnia – Po dwunastu dniach zakończył się strajk głodowy na kolei. W całej Polsce głodowało ponad 130 kolejarzy. Kolejarze zdecydowali się na zawieszenie protestu, kiedy Sejm przyznał 550 mln zł z rezerwy budżetowej na przewozy regionalne.

### Rok 2004
- 13 stycznia – Komisja Krajowa przez aklamację przyjęła uchwałę w sprawie ustanowienia roku 2004, Rokiem Księdza Jerzego Popiełuszki. „Niech ten czas, w którym przeżywać będziemy XX rocznicę Jego męczeńskiej śmierci, stanie się dla nas okresem szczególnej refleksji i powrotu do wartości, o których nauczał kapelan Solidarności” – czytamy w uchwale.
- 7 kwietnia – Ponad 10 tys. związkowców manifestowało na ulicach Szczecina. Protestowali przeciwko antyspołecznej polityce rządu, degradacji gospodarczej regionu oraz likwidacji miejsc pracy.
- 28 kwietnia – John Monks, Sekretarz Generalny Europejskiej Konfederacji Związków Zawodowych spotkał się z przedstawicielami „Solidarności”. – Gdyby nie to, co się zdarzyło w Stoczni Gdańskiej w 1980 r., nie byłoby dzisiaj rozszerzenia Unii Europejskiej. Było to początkiem końca powojennej Europy. W moich oczach Gdańsk jest kolebką narodzin tej nowej Europy. Jest również miejscem narodzin unikalnego związku zawodowego. Chciałbym, aby ta nowa Europa była dynamiczna i odnosiła sukcesy – powiedział John Monks.
- 29 maja – XVII Krajowy Zjazd Delegatów przyjął nowy statut NSZZ „Solidarność”. Do rozpoczęcia Zjazdu w Komisji Statutowej oraz w Komisji Krajowej toczyły się spory nad niektórymi zapisami statutu dotyczącymi struktury związku w dużych koncernach. Spośród 317 obecnych delegatów za statutem głosowało 219 osób, przeciwko było 80, a 18 wstrzymało się. Prace nad nowym statutem Związku trwały ponad 10 lat.
- 19 czerwca – Na warszawskich Powązkach odbyły się uroczystości pogrzebowe pułkownika Ryszarda Kuklińskiego.
- 27 lipca – Sąd Rejonowy w Gdańsku zarejestrował nowy statut NSZZ „Solidarność”.
- 31 sierpnia – W Gdańsku odbyły się uroczystości 24. rocznicy wydarzeń Sierpnia 1980 roku i podpisania Porozumień Gdańskich. Trzej przewodniczący „Solidarności” – Lech Wałęsa, Marian Krzaklewski i Janusz Śniadek złożyli pod pomnikiem wspólny wieniec.
- 20 września – 80 tys. pielgrzymów modliło się na Jasnej Górze podczas XXII Pielgrzymki Ludzi Pracy.
- 19 października – Tysiące osób uczestniczyło w uroczystościach z okazji 20. rocznicy śmierci ks. Jerzego Popiełuszki, które odbyły się w Warszawie.
- 24 listopada – NSZZ „Solidarność” wyraził swoje poparcie dla dążeń ukraińskiego społeczeństwa do życia w państwie demokratycznym.
- 14 grudnia – Podczas Kongresu Międzynarodowej Konfederacji Wolnych Związków Zawodowych w Miyazaki (Japonia) zdecydowano o połączeniu MKWZZ i Światowej Konfederacji Pracy.
- 23 grudnia – Dotychczasowy właściciel, spółka Synergia 99 przekazała historyczną Salę BHP wraz z wydzieloną działką na dawnych terenach Stoczni Gdańskiej na rzecz Komisji Krajowej NSZZ „Solidarność”. Akt darowizny w obecności notariusza podpisali Janusz Lipiński – prezes Synergii 99 oraz Janusz Śniadek – przewodniczący i Maciej Jankowski – zastępca przewodniczącego Komisji Krajowej NSZZ „Solidarność”.

### Rok 2005

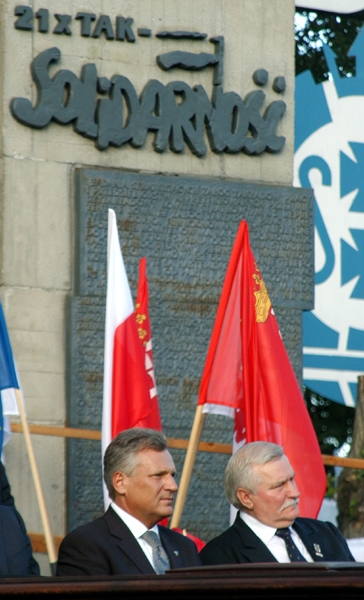
Aleksander Kwaśniewski i Lech Wałęsa podczas obchodów 25-lecia NSZZ „Solidarność”, Gdańsk 31 sierpnia 2005

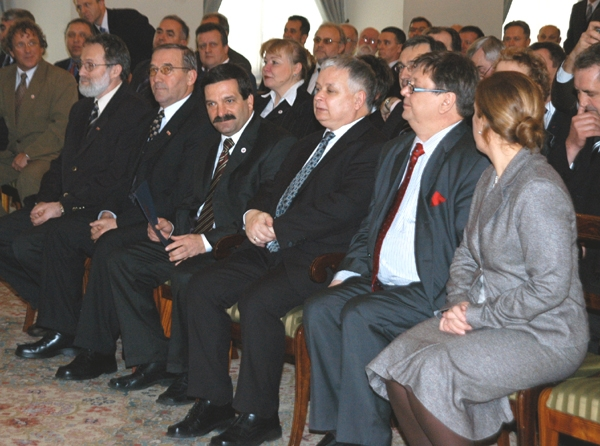
Spotkanie prezydenta RP Lecha Kaczyńskiego z Komisją Krajową NSZZ „Solidarność” (Janusz Śniadek czwarty od prawej)

- 4 stycznia – Prezydium Komisji Krajowej NSZZ „Solidarność” zwróciło się z apelem do wszystkich członków i sympatyków związku o pomoc ofiarom tragedii w Azji. W tragedii spowodowanej trzęsieniem ziemi i tsunami zginęło kilkaset tysięcy ludzi.
- 26 stycznia – Na warszawskich Powązkach odbył się pogrzeb Jana Nowaka-Jeziorańskiego. W ceremonii pogrzebowej wzięły udział delegacje związkowe „Solidarności” oraz poczty sztandarowe Związku.
- 10 lutego – W Krakowie zastępca przewodniczącego KK NSZZ „Solidarność”, Maciej Jankowski podpisał długofalowe porozumienie o współpracy z prezesem Tesco Polska Kevinem Grace.
- 2 kwietnia – O godz. 21.37 zmarł papież Jan Paweł II. Z całej Polski na pogrzeb Jana Pawła II, który odbył się 8 kwietnia wyruszyły tysiące Polaków, w tym również przedstawiciele NSZZ „Solidarność”.
- 21 kwietnia – Prezydium Komisji Krajowej NSZZ „Solidarność” podjęło decyzję o wystąpieniu do Krajowego Zjazdu Delegatów o nadanie Ojcu Świętemu Janowi Pawłowi II tytułu „Zasłużony dla NSZZ Solidarność”.
- 21 czerwca – W Brukseli przewodniczący KK NSZZ „Solidarność” Janusz Śniadek przekazał kopie tablic z Sierpnia ’80 z wypisanymi postulatami strajkujących na Wybrzeżu robotników na ręce Guy Rydera – sekretarza generalnego Międzynarodowej Konfederacji Wolnych Związków Zawodowych.
- 27 lipca – Sejm ogłosił 31 sierpnia dniem Solidarności i Wolności. Jak napisano w ustawie, Dzień Wolności i Solidarności ma być obchodzony, by upamiętnić 25. rocznicę „historycznego zrywu Polaków do wolności”.
- 18 sierpnia – Prof. dr hab. inż. Janusz Rachoń, rektor Politechniki Gdańskiej z upoważnienia Konferencji Rektorów Akademickich Szkół Polskich złożył na ręce Janusza Śniadka tekst Uchwały Zgromadzenia Plenarnego KRASP.
- 30 sierpnia – Około 4 tys. osób uczestniczyło w uroczystym XVII Krajowym Zjeździe Delegatów, który odbył się w Hali Olivii. Zjazd przyjął okolicznościowe dokumenty: list do Ojca Świętego Benedykta, hołd pamięci Ojca Świętego Jana Pawła II, specjalne stanowisko w 25. rocznicę powstania NSZZ „Solidarność” oraz posłanie do ludzi pracy.
- 31 sierpnia – Ks. abp Stanisław Dziwisz odprawił mszę św. na placu Solidarności z okazji 25. rocznicy powstania NSZZ „Solidarność”. Po mszy odbyła się uroczystość podpisania aktu erekcyjnego pod budowę Europejskiego Centrum Solidarności.
- 14 września – Komisja Krajowa NSZZ „S” wezwała członków i sympatyków „Solidarności” do poparcia w wyborach prezydenckich Lecha Kaczyńskiego.
- 26 października – Prezydent elekt Lech Kaczyński spotkał się ze związkowcami podczas posiedzenia Komisji Krajowej NSZZ „Solidarność” na warszawskim Żoliborzu. Lech Kaczyński zapewnił członków KK, że „Solidarność” będzie jednym z najważniejszych partnerów w okresie jego prezydentury.
- 14 grudnia – Lech Wałęsa otrzymał medal Zasłużony dla NSZZ „Solidarność”. Były przewodniczący Związku przypomniał również, jak ważne jest kierowanie się w działalności odpowiednimi wartościami. Im większe niebezpieczeństwa, tym bardziej potrzebne są wartości. W świecie wartości będzie miejsce i dla was i dla mnie. Dlatego proszę was o większą aktywność – powiedział Lech Wałęsa.
- 29 grudnia – Prezydent Lech Kaczyński spotkał się w Pałacu Prezydenckim z Komisją Krajową oraz Krajową Komisją Rewizyjną NSZZ „Solidarność”. Lech Kaczyński wyraził nadzieję, że to spotkanie będzie początkiem zrównoważonej współpracy z „Solidarnością”, z którą jak powiedział, zawsze będzie czuł się związany.

### Rok 2006
- 25 lutego – Kardynał Stanisław Dziwisz został Człowiekiem Roku 2005 Tygodnika Solidarność.
- 28 marca – W przededniu pierwszej rocznicy śmierci Ojca Świętego Jana Pawła II – rozpoczęły się Honorowe Dni Krwiodawstwa NSZZ „Solidarność”.
- 2 kwietnia – Kilkadziesiąt tysięcy wiernych, w tym ponad 1500 członków NSZZ „S” wzięło udział w uroczystościach związanych z pierwszą rocznicą śmierci Jana Pawła II, które odbyły się w Watykanie.
- 3 kwietnia – Na Jasnej Górze otwarto wystawę „Bogurodzica – splendor Rzeczypospolitej obojga Narodów”. Wystawę zorganizowano w XVII-wiecznym bastionie św. Rocha, który został konserwowany i zagospodarowany przez jasnogórską fundację „Pro Patria”. Jednym z fundatorów jest NSZZ „S”.
- 30 maja – NSZZ „Solidarność” i S. Partner Grupa SYNDEX podpisały porozumienie dotyczące m.in. szkoleń i dostarczania ekspertyz na użytek Związku. Współpraca NSZZ „Solidarność” i S. Partner Grupa SYNDEX będzie dotyczyła m.in. pogłębiania dialogu społecznego na poziomie przedsiębiorstw, branż, a także krajowych i europejskich instytucji przedstawicielskich.
- 20 czerwca – Prezydent Lech Kaczyński wręczył ordery i odznaczenia zasłużonym dla „Tygodnika Solidarność”. Za wybitne zasługi dla rozwoju niezależnego dziennikarstwa i wolnych mediów w Polsce oraz za działalność na rzecz przemian demokratycznych i trud włożony w pracy w „Tygodniku Solidarność” odznaczonych zostało kilkadziesiąt osób.
- 25 czerwca – W Radomiu odbyły się uroczystości związane z 30. rocznicą strajku radomskich robotników. Premier Kazimierz Marcinkiewicz obiecał definitywne rozliczenie się z przeszłością. Przewodniczący NSZZ „Solidarność” Janusz Śniadek zaapelował o pamięć o tamtych wydarzeniach i przekazywanie tej wiedzy młodym pokoleniom.

### Rok 2013
Członkom zarządu „Solidarności” w szeregu śląskich kopalni postawiono szereg zarzutów karnych, dotyczących m.in. wyłudzania pieniędzy na fikcyjne wyjazdy związkowe i fałszowania dokumentów. Komisja zakładowa na wniosek skazanego pokryła koszty grzywny i broniła go przed zwolnieniem dyscyplinarnym.

### Rok 2019
Przedstawiciele sekcji oświatowej związku zawarli z rządem Mateusza Morawieckiego porozumienie w sprawie podwyżek wynagrodzeń nauczycieli na warunkach gorszych niż oczekiwane przez Związek Nauczycielstwa Polskiego, co nie zapobiegło rozpoczęciu 8 kwietnia 2019 ogólnopolskiego strajku nauczycieli, do którego przystąpiło blisko 2/3 ogółu publicznych placówek oświaty. Część członków „Solidarności” wzięła udział w tym strajku.

### Rok 2025
Związek został uhonorowany złotym Medalem Reipublicae Memoriae Meritum przyznanym przez Instytut Pamięci Narodowej.

## Przewodniczący Solidarności

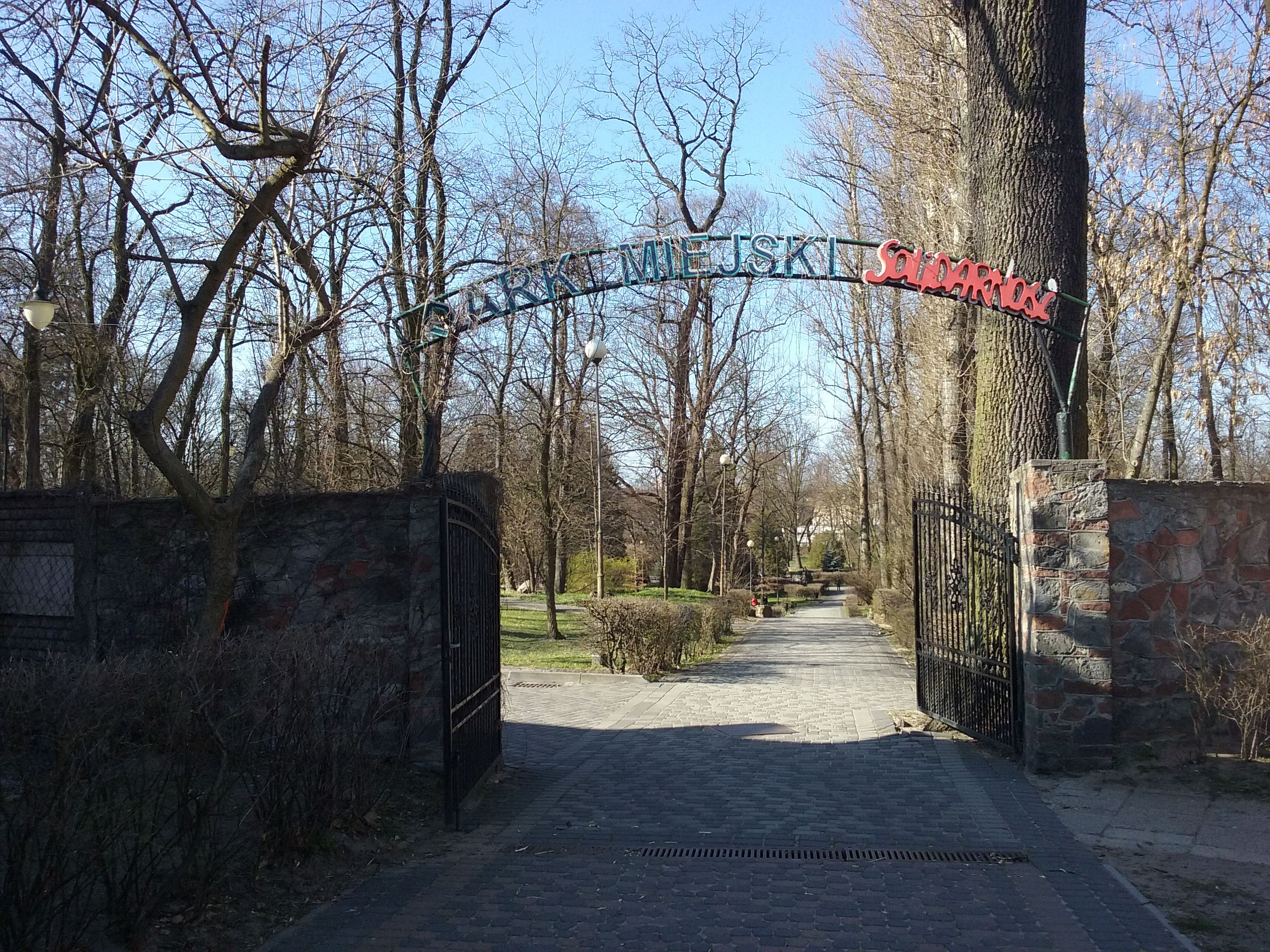
Wejście do Parku Miejskiego im. Solidarności w Tomaszowie Mazowieckim, w województwie łódzkim

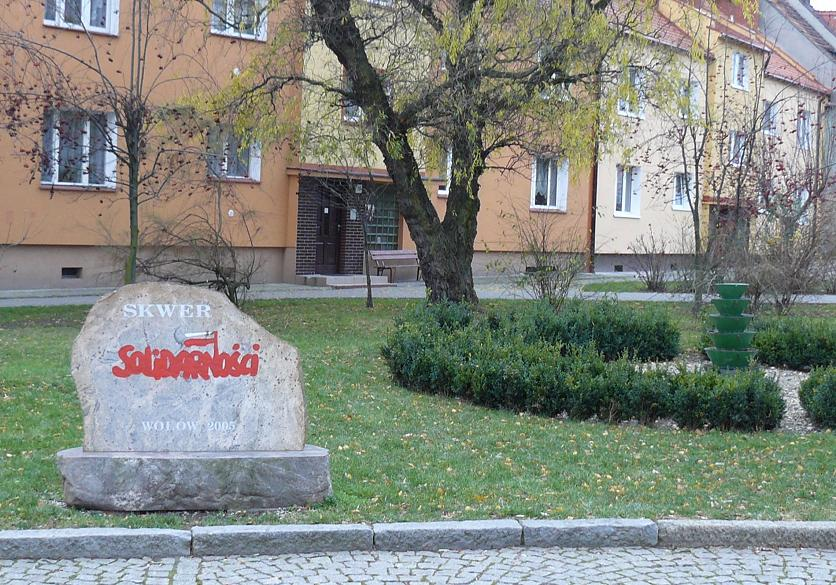
Jeden z wielu obiektów toponimicznych imienia Solidarności w Polsce – skwer w Wołowie

- Lech Wałęsa (od 2 października 1981 do 12 grudnia 1990)
- Marian Krzaklewski (od 23/24 lutego 1991 do 27 września 2002)
- Janusz Śniadek (od 27 września 2002 do 21 października 2010)
- Piotr Duda (od 21 października 2010)

## Liczba członków
| Rok  | Liczba członków |
| ---- | --------------- |
| 1980 | 9–10 mln.       |
| 1989 | 1,5 mln.        |
| 2010 | 400 – 680 tys.  |
| 2015 | 586 901         |

## Siedziba
Początkowo siedziba Komisji Krajowej NSZZ Solidarność mieściła się w Gdańsku Wrzeszczu w budynku b. hotelu robotniczego w al. Grunwaldzkiej 103 (1980-1981), obecnie w budynku wybudowanym dla Centrali Zbytu Produktów Przemysłu Węglowego, następnie zajmowanym m.in. przez Zjednoczenie Morskich Stoczni Remontowych i Polski Rejestr Statków, przy ul. Wały Piastowskie 24 (1989-).

## Upamiętnienia
Poczta Polska z okazji 30. rocznicy powstania NSZZ „Solidarność” wprowadziła do obiegu okolicznościowy znaczek pocztowy z podobizną Lecha Wałęsy.

### Nazwy w przestrzeni publicznej
Plac przed Stocznią Gdańską, gdzie obecnie znajduje się Europejskie Centrum Solidarności, otrzymał nazwę Plac Solidarności. W 2000 r., w dwudziestą rocznicę powstania „Solidarności”, tak samo przemianowano dawny Plac Czerwony we Wrocławiu, gdzie mieści się Zarząd Regionu NSZZ „Solidarność”.
W październiku 1991 zmieniono nazwę warszawskiej Trasy W-Z z Al. Świerczewskiego na Aleję „Solidarności”.
W 2005 roku, w 25. rocznicę porozumień sierpniowych, część dotychczasowej ulicy Serbskiej w Poznaniu przemianowano na Aleje Solidarności. Nazwę tę nosi również jedna ze stacji krzyżującej się z aleją trasy Poznańskiego Szybkiego Tramwaju, a skryżowanie, gdzie kończy się obecnie ul. Serbska, a rozpoczyna się przemianowany odcinek, nazwano Rondem Solidarności. W przeciwieństwie do Warszawy, nazwy te są zapisywane w Poznaniu bez cudzysłowów.

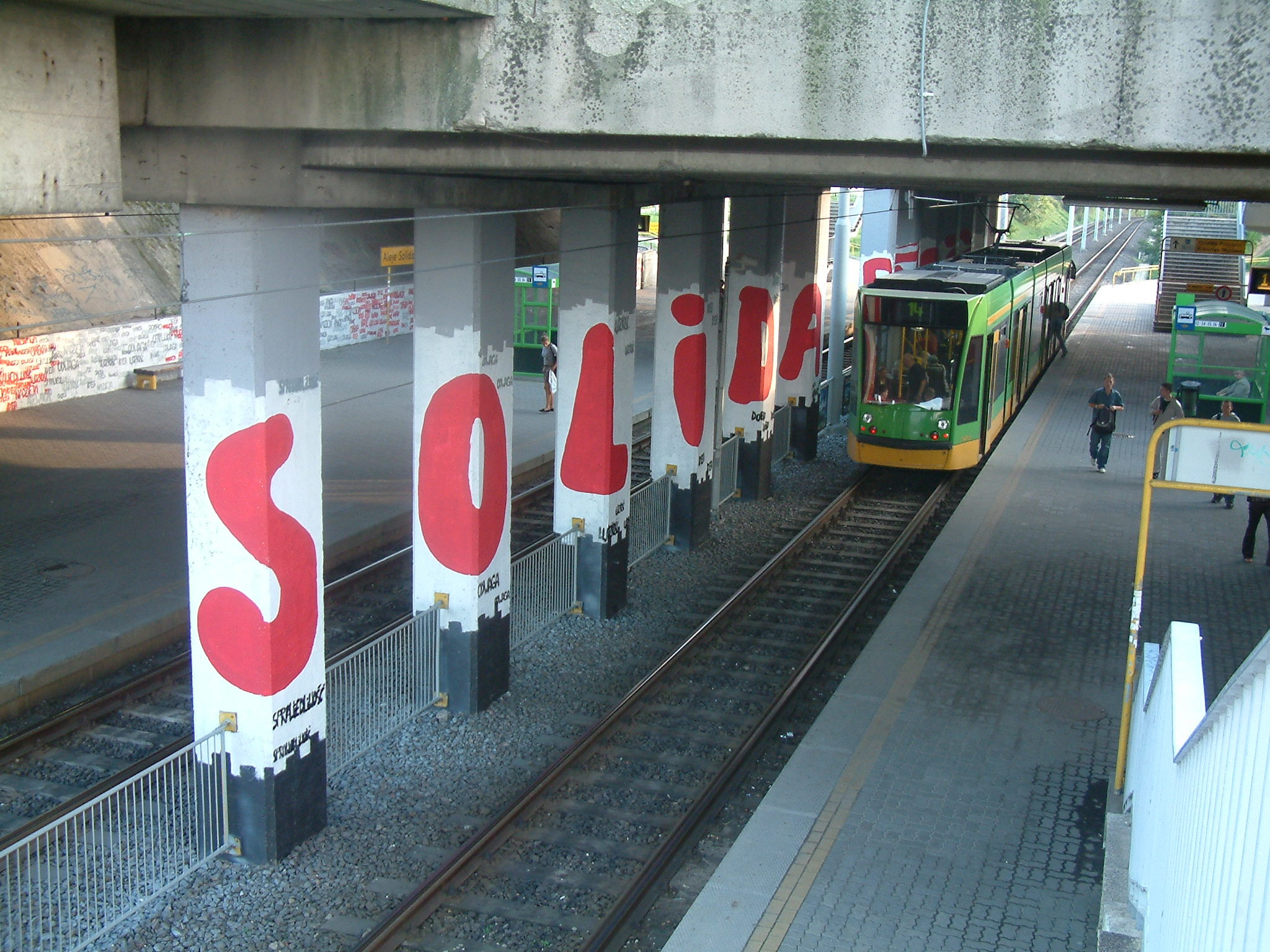
Mural na przystanku Aleje Solidarności na trasie PST

Nazwę Aleja Solidarności nadano też ulicom w innych miastach Polski, często w ramach dekomunizacji po 1989 r., w tym w Białymstoku (do 1996 r. ul. Gagarina), Krakowie (do 1991 r. Al. Lenina), Lublinie, Kielcach (do 2005 r. ul. Manifestu Lipcowego), czy w Toruniu (do 2000 r. ul. Juliana Nowickiego).
W Rzeszowie w 2017 r. nazwę Solidarności otrzymała ulica na nowopowstałym Osiedlu Architektów w Rzeszowie, na terenie osiedla samorządowego Zawiszy Czarnego. Nadano ją na prośbę proboszcza położonej przy niej parafii pw. bł. ks. Jerzego Popiełuszki. Do tego czasu nazwę Aleja Solidarności nosiła obecna ul. Sieciecha na Pobitnem.